# Nécropole de Cala Morell
La nécropole de Cala Morell, également appelée nécropole de Son Morell Nou, est un site archéologique situé dans la commune de Ciutadella de Menorca, sur l'île de Minorque, dans l'archipel des Baléares, en Espagne. Il s'agit d'un complexe de 14 grottes artificielles utilisées comme lieu d'inhumation, du IIe millénaire av. J.-C. au IIe siècle.

## Historique
Plusieurs fouilles ont été réalisées par Gustau Juan Benejam pour le musée de Minorque dans et devant les grottes n°9 à 12 entre 1989 et 1994,. F. Isbert a restauré la façade de la grotte n°4 en 2007. Les grottes n°11 et 12 ont été fouillées en 2011 et 2012. La nécropole a été déclarée bien d'intérêt culturel en 1966, sous le numéro d'enregistrement R-I-51-0000821.

## Les grottes
Les grottes ont été creusées dans les parois rocheuses d'un petit ravin situé à proximité d'un port naturel, sur la côte nord-ouest de Minorque, au sud du village côtier de Cala Morell. Les grottes les plus petites datent probablement de la période Dolménique (2100 - 1600 av. J.-C.) et les plus grandes, dont l'intérieur rappelle le style architectural des habitations de type cercles, du post-talayotique (550 à 123 av. J.-C.). Certaines comportent un petit parvis, certaines sont sur un seul niveau et d'autres comportent des surfaces surélevées. Des piliers ou des colonnes délimitent parfois les espaces intérieurs creusés dans la roche. Une seule grotte présente une façade décorée de reliefs.
La grotte n°1 est une grotte circulaire comportant à son extrémité une petite cavité dans le sol, appelée cocó, destinée probablement à des rituels sacrificiels. Sa façade extérieure est plane. L'entrée, de forme rectangulaire, est légèrement surélevée par rapport au sol de la grotte. Côté intérieur, on peut voir des pilastres et un linteau de porte. La grotte mesure 7,27 m de long, sur 7,20 m de large et 2,30 m de hauteur. Les parois et le plafond de la grotte conservent les traces des outils qui ont été utilisés pour la creuser. L'escalier en pierre menant à l'entrée est de construction récente.

Grottes n°1 à n°3
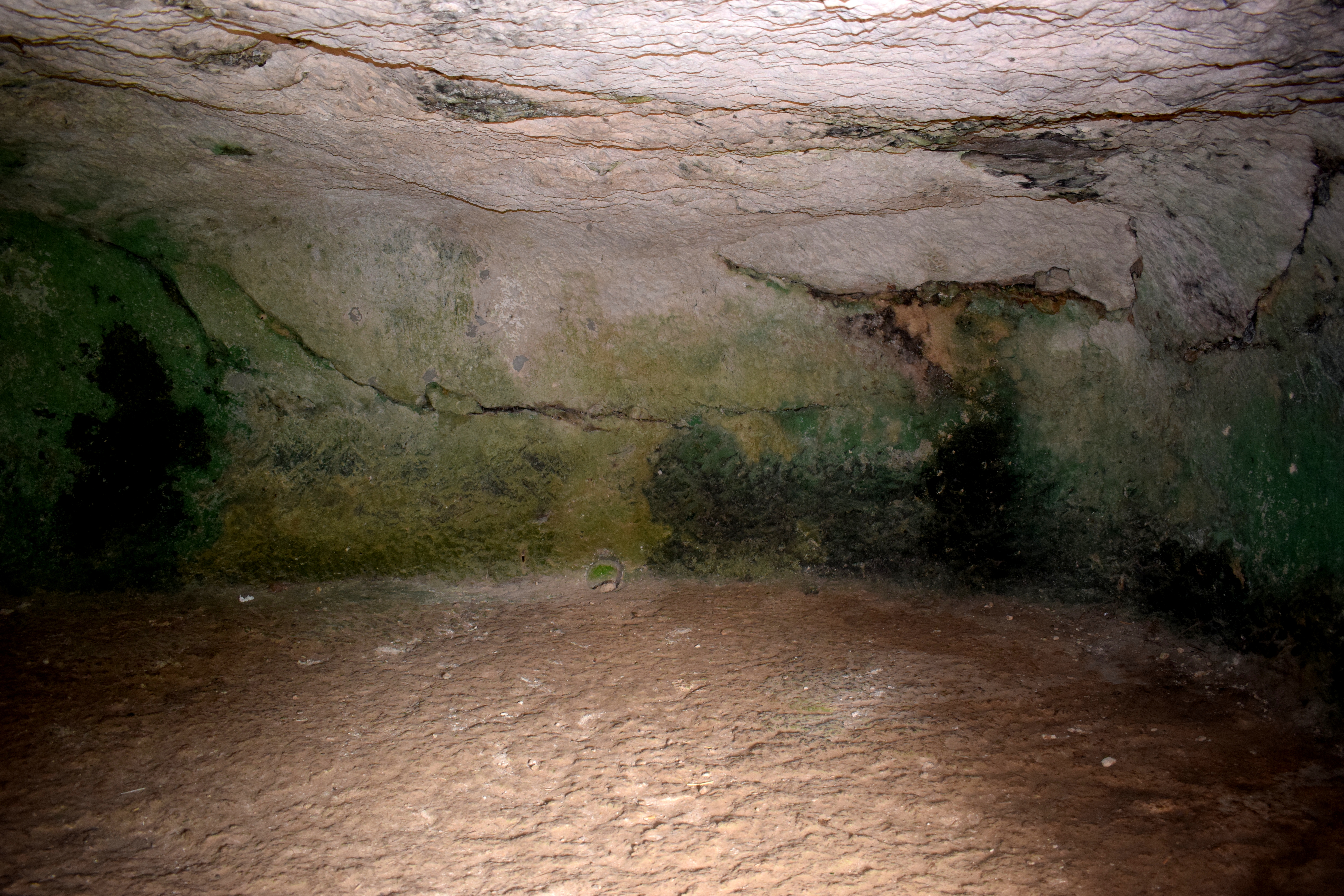
Intérieur de la grotte n°1.
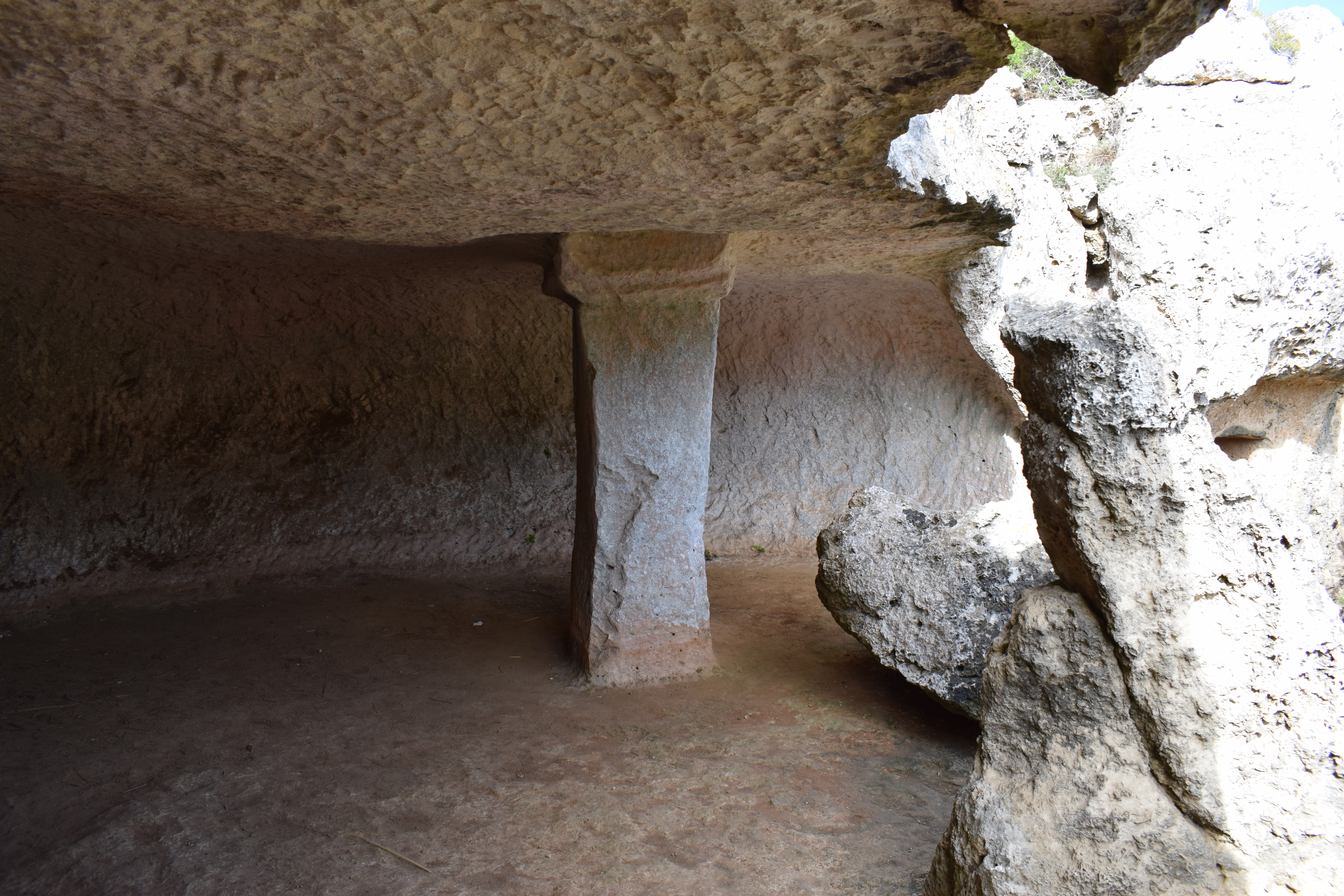
Intérieur de la grotte n° 2.
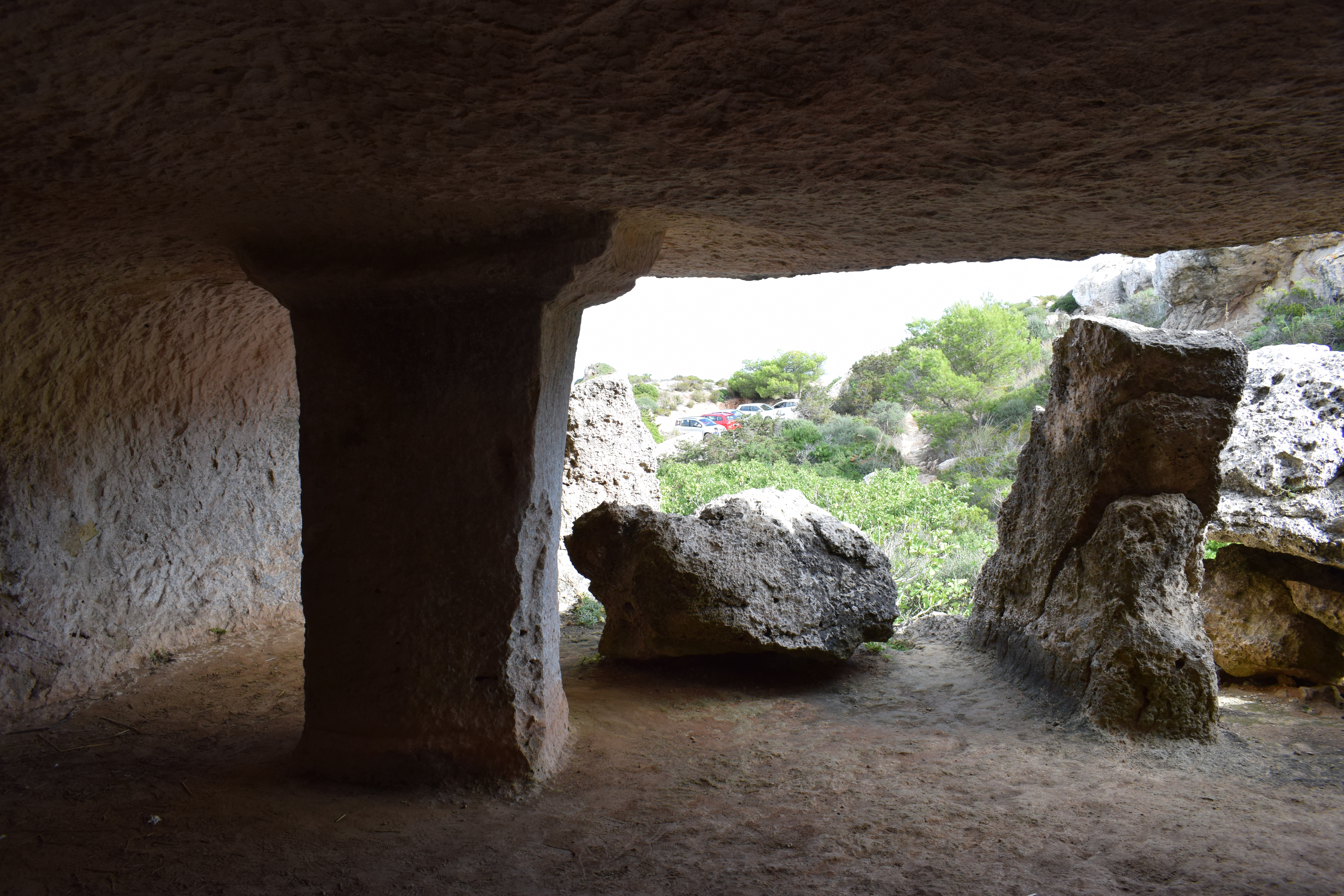
Façade de la grotte n°2
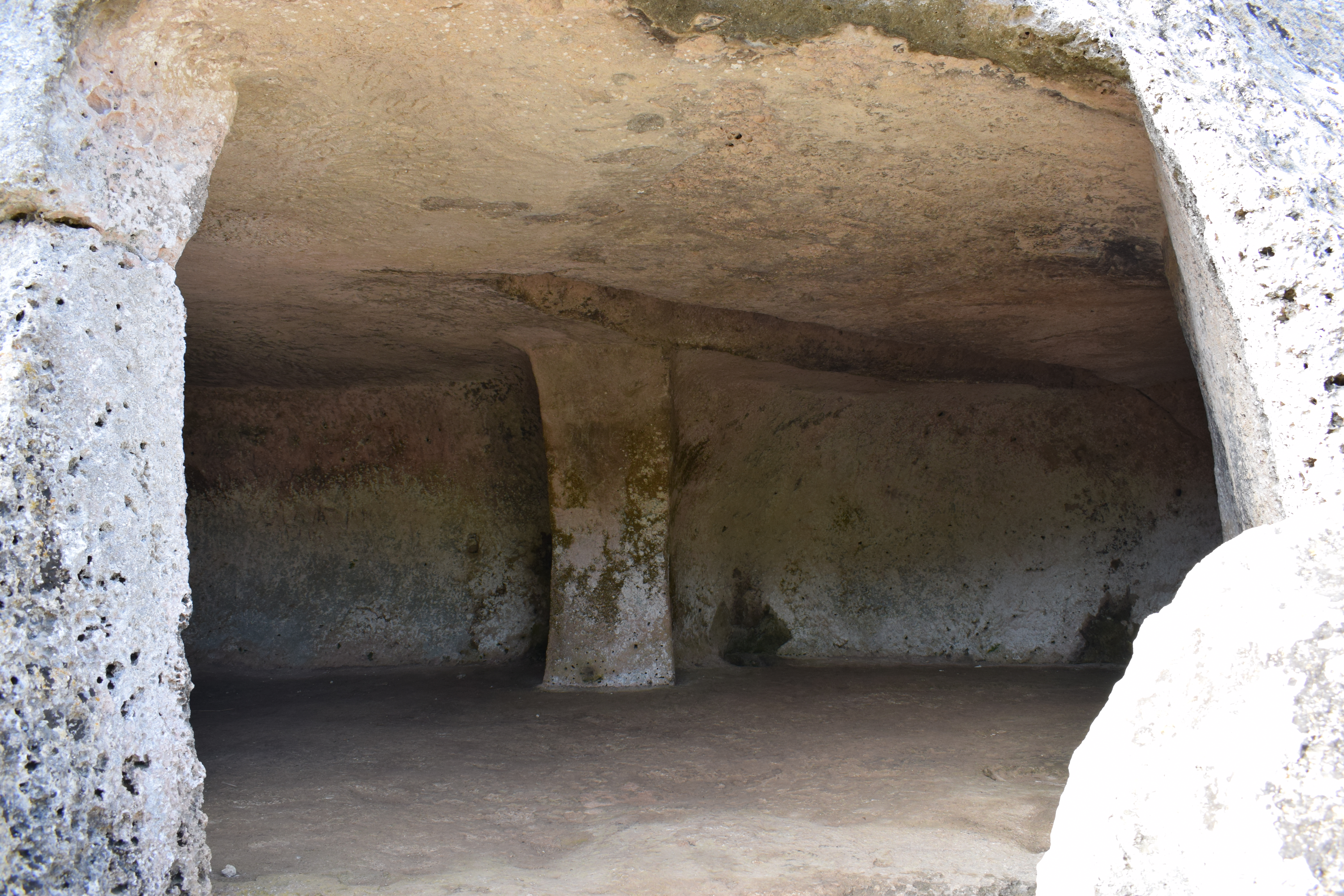
Intérieur de la grotte n°3.
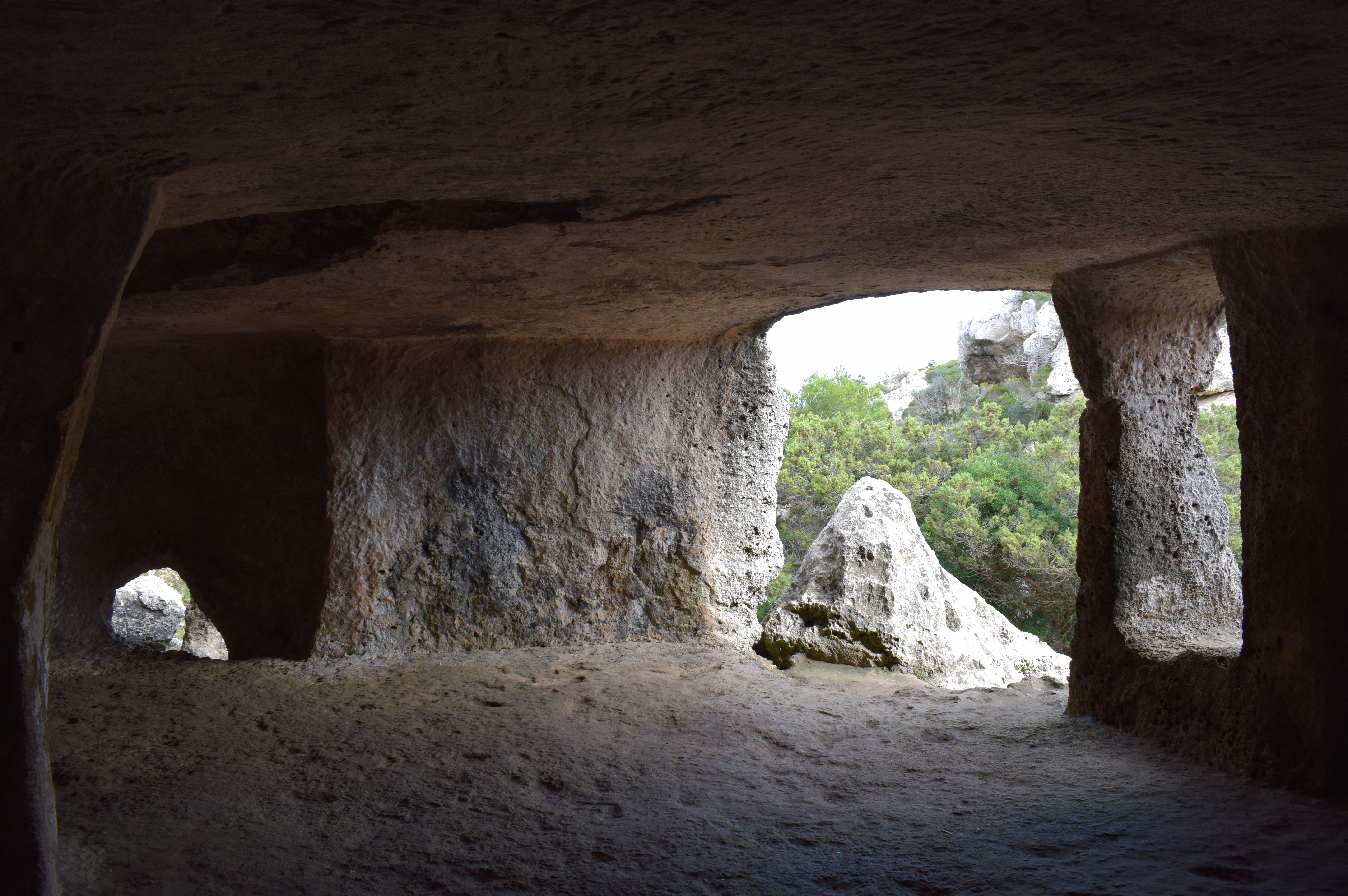
Façade de la grotte n°3.

La façade de la grotte n°2 s'étant effondrée, on accède à la grotte par la grotte n°3. La grotte mesure 8,30 m de long, sur 8,10 m de large et 2,15 m de hauteur. A l'intérieur de la grotte, on peut voir une colonne, décentrée, de section rectangulaire, surmontée d'un chapiteau formé de deux blocs en forme de pyramide inversée placés l'un sur l'autre, l'ensemble rappelant une taula. Une petite niche a été creusée dans l'angle le plus éloigné de la grotte. Bien que toutes les grottes de Cala Morell aient été pillées depuis longtemps, quelques os humains et des tessons de céramique datant de l'époque post-talayotique ont pu être recueillis dans cette grotte.
La grotte n°3 comportait une façade concave à l'origine dont il ne reste que la partie gauche incluant une ouverture rectangulaire, la partie droite ayant été détruite. Le plan de la grotte est irrégulier. Elle mesure 8,80 m de longueur sur 7 m de largeur et 2,25 m de hauteur. Sur la paroi du fond, un pilastre divise l'espace intérieur en deux parties. A droite du pilastre se trouve une petite cavité circulaire dans le sol.

Grotte n°4
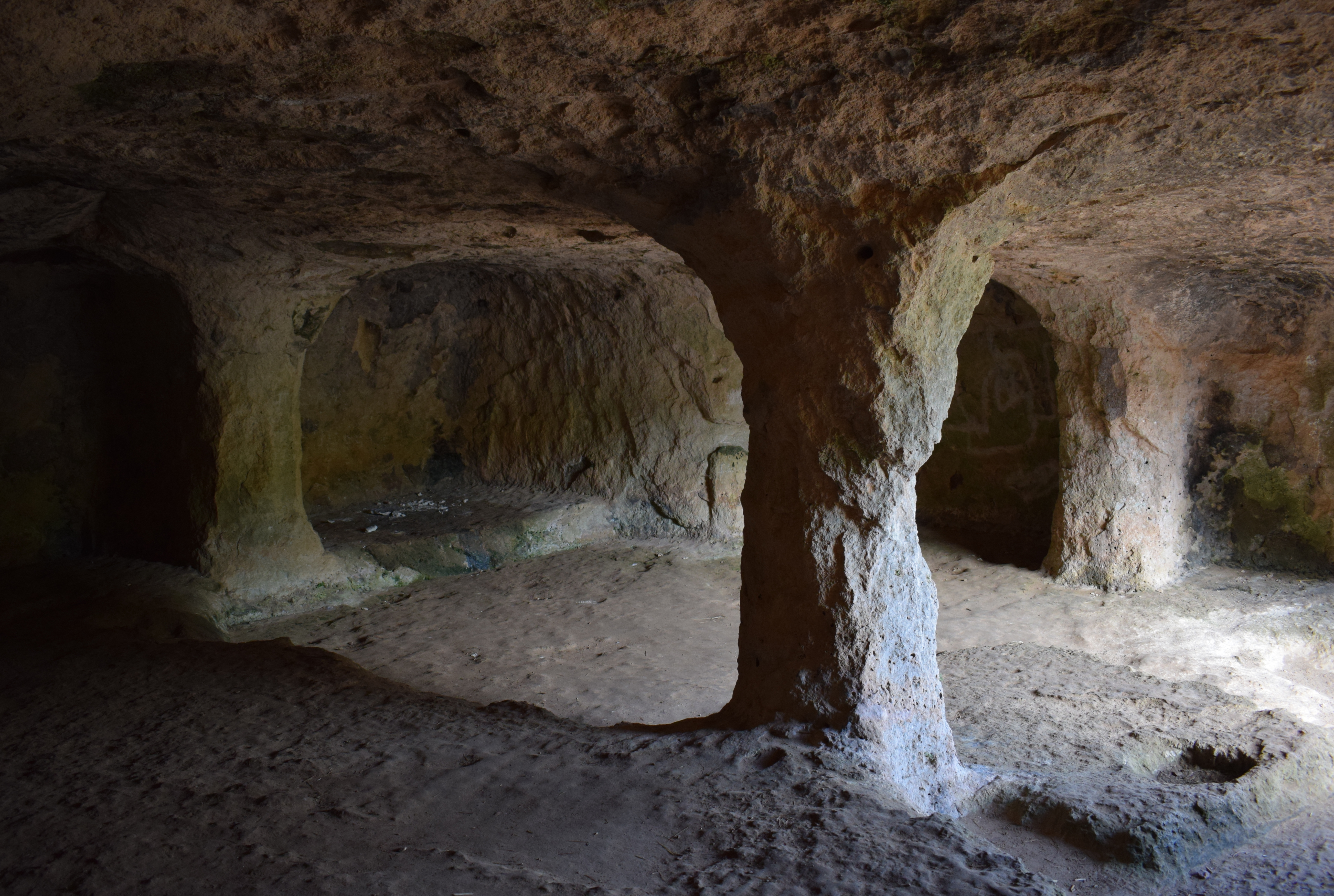
Intérieur avec chambres annexes.
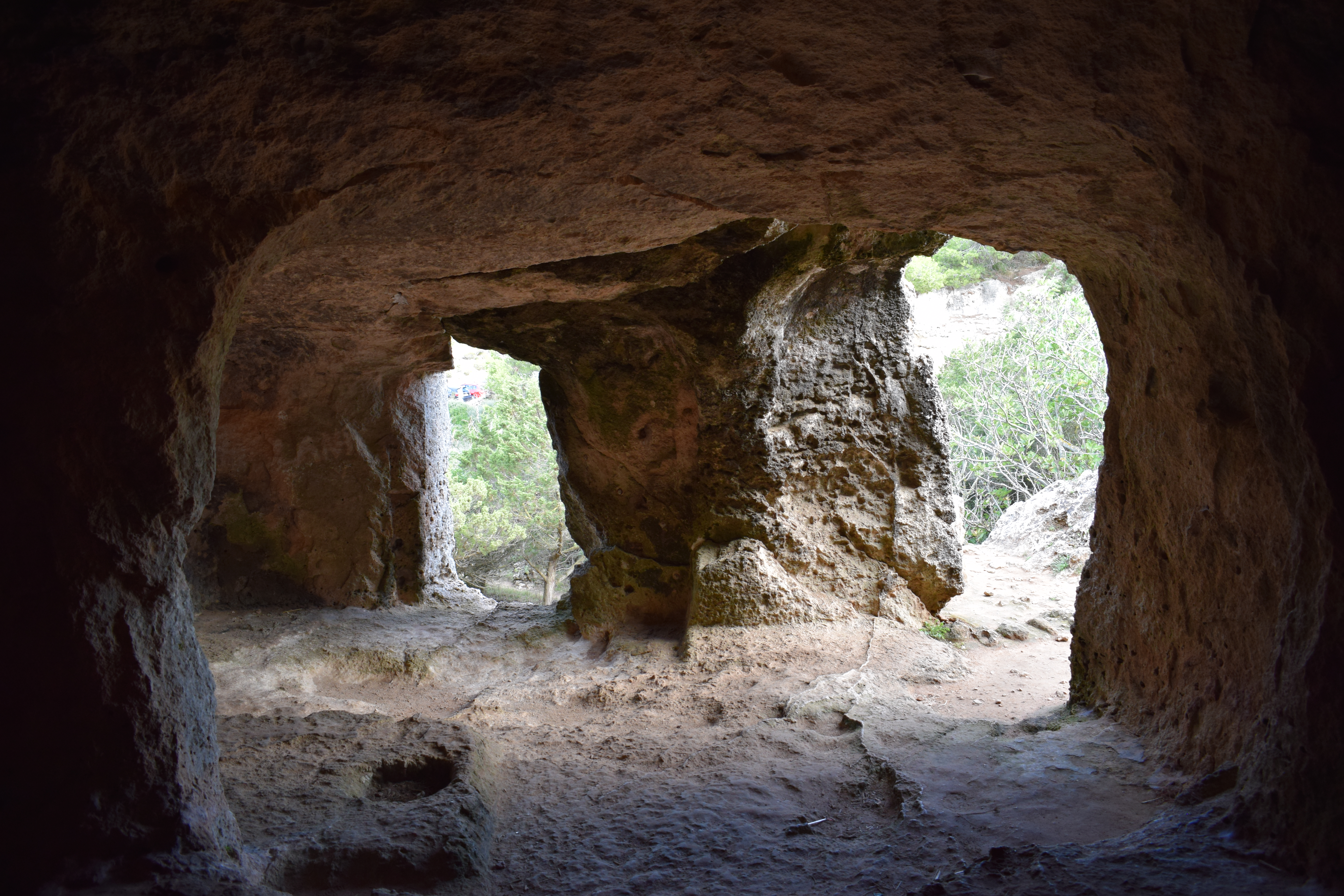
Ancienne entrée (à gauche) et nouvelle (à droite).
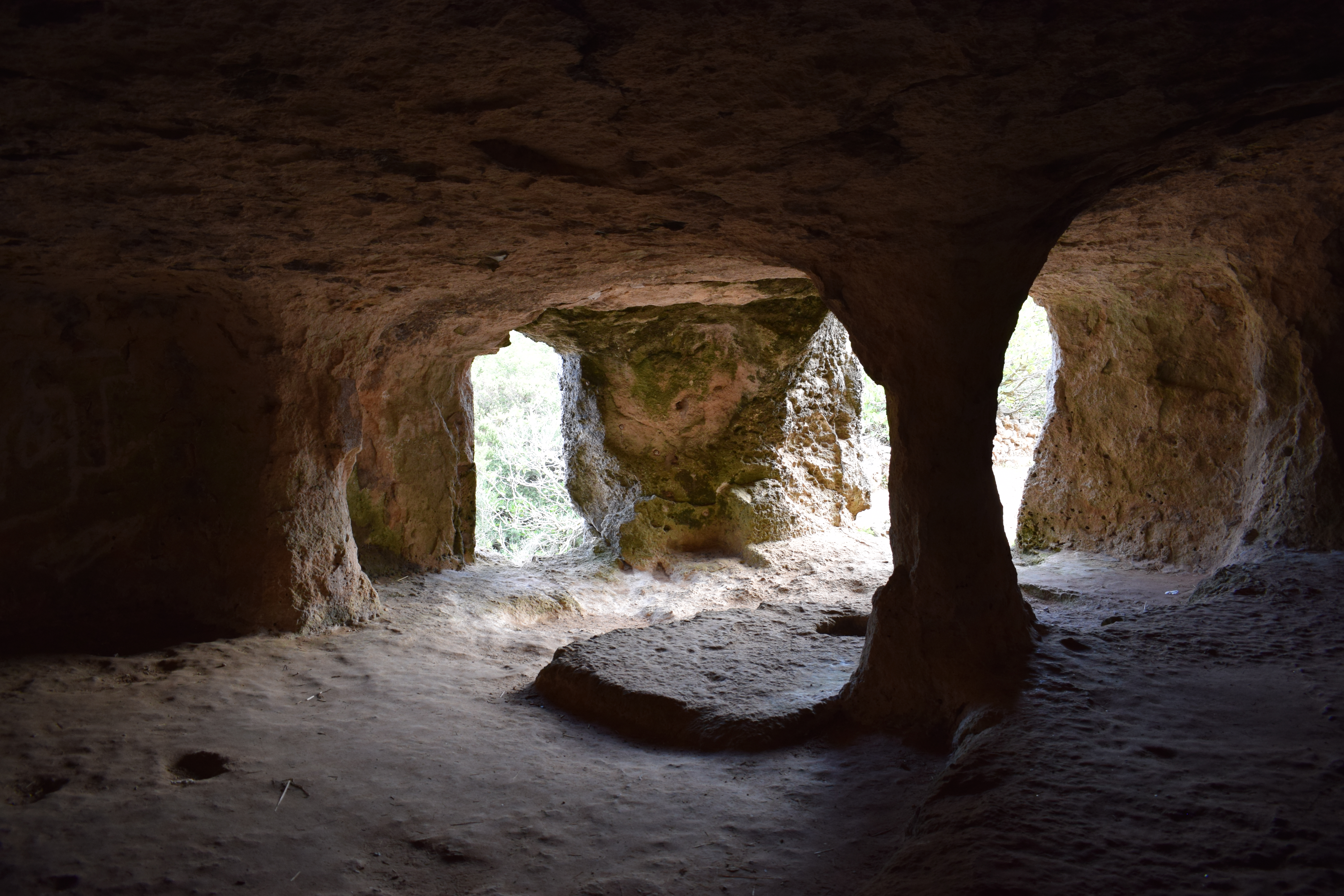
Petite aire surélevée devant la colonne centrale.
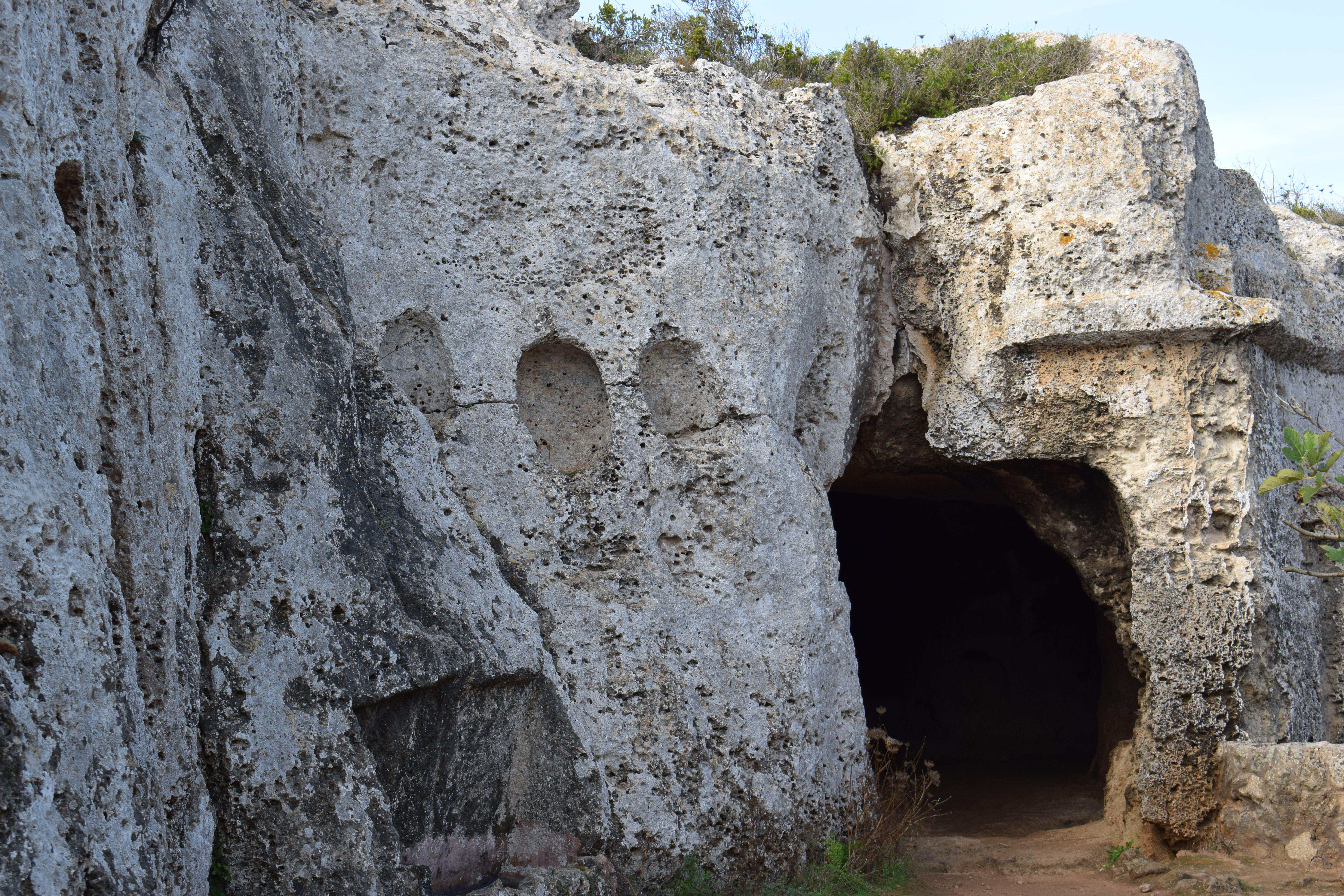
Capades de moro à gauche de l'entrée.
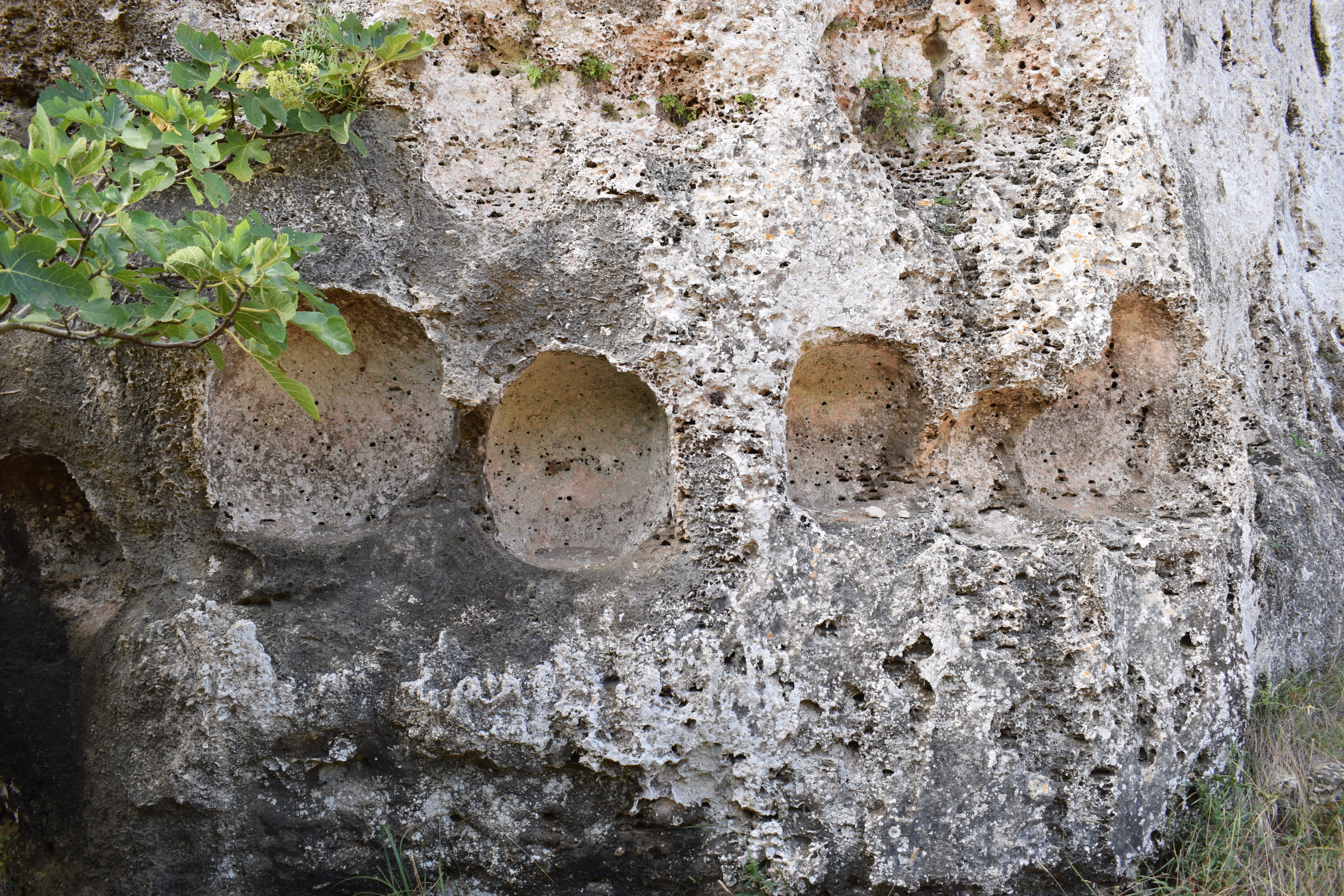
Capades de moro (détail).

La grotte n°4 se distingue des autres grottes par sa façade extérieure légèrement concave comportant un décor avec une corniche bien distincte. L'entrée de la grotte est encadrée de part et d'autre par des bas-reliefs donnant à l'ensemble l'allure d'une porte flanquée de colonnes. L'accès actuel se fait par une ouverture réalisée postérieurement à gauche de l'entrée d'origine. La grotte mesure 11,80 m de long sur 10,30 m de large. Le plan de la grotte est assez complexe avec une chambre principale et une série de chambres latérales au sol surélevé. Elle comporte au centre une colonne à base carrée avec au pied une petite aire surélevée.
À mi-chemin entre les grottes n°4 et n°5, on peut voir creusées dans la paroi des petites niches circulaires, appelées localement capades de moro.

Grotte n°5
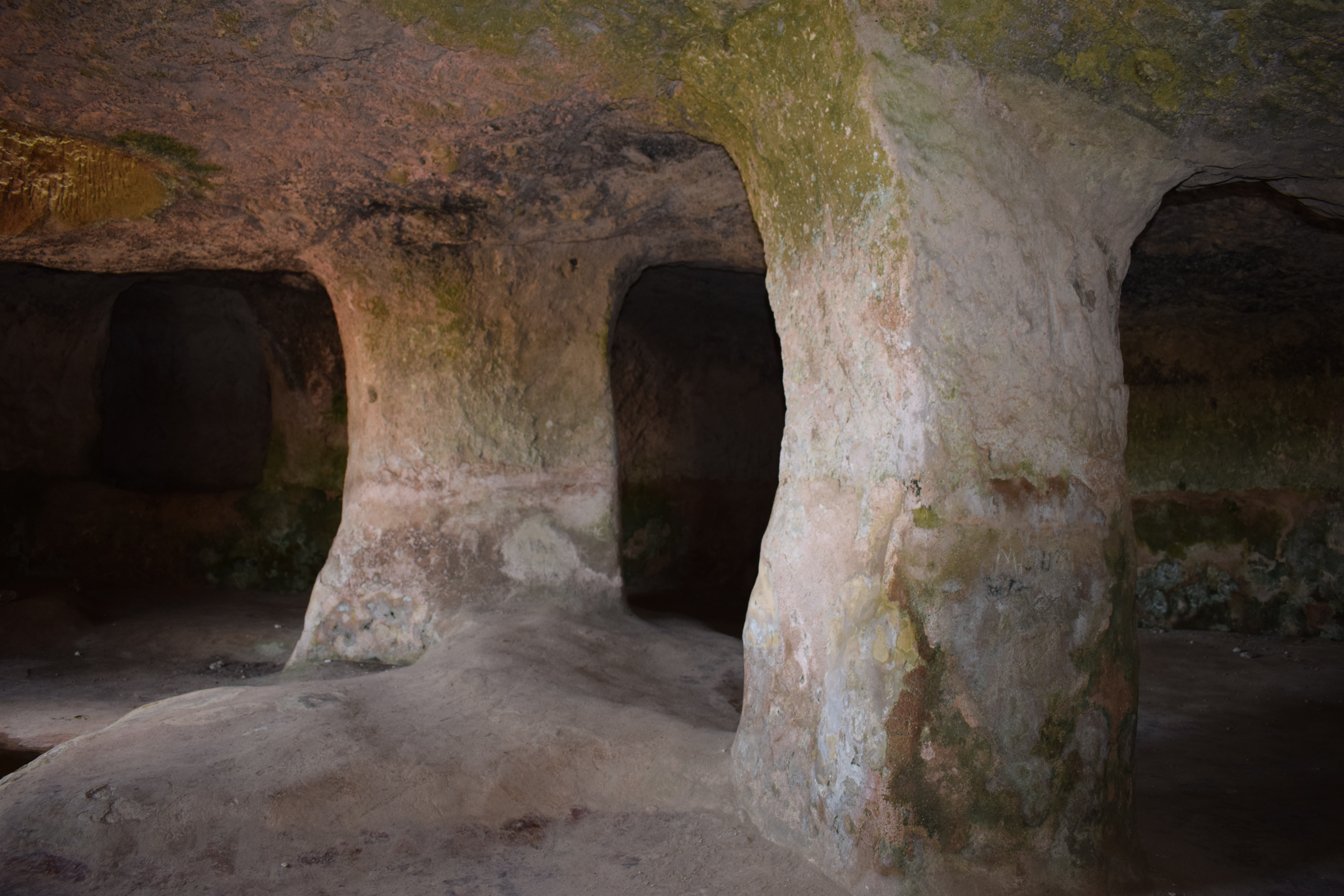
Piliers.
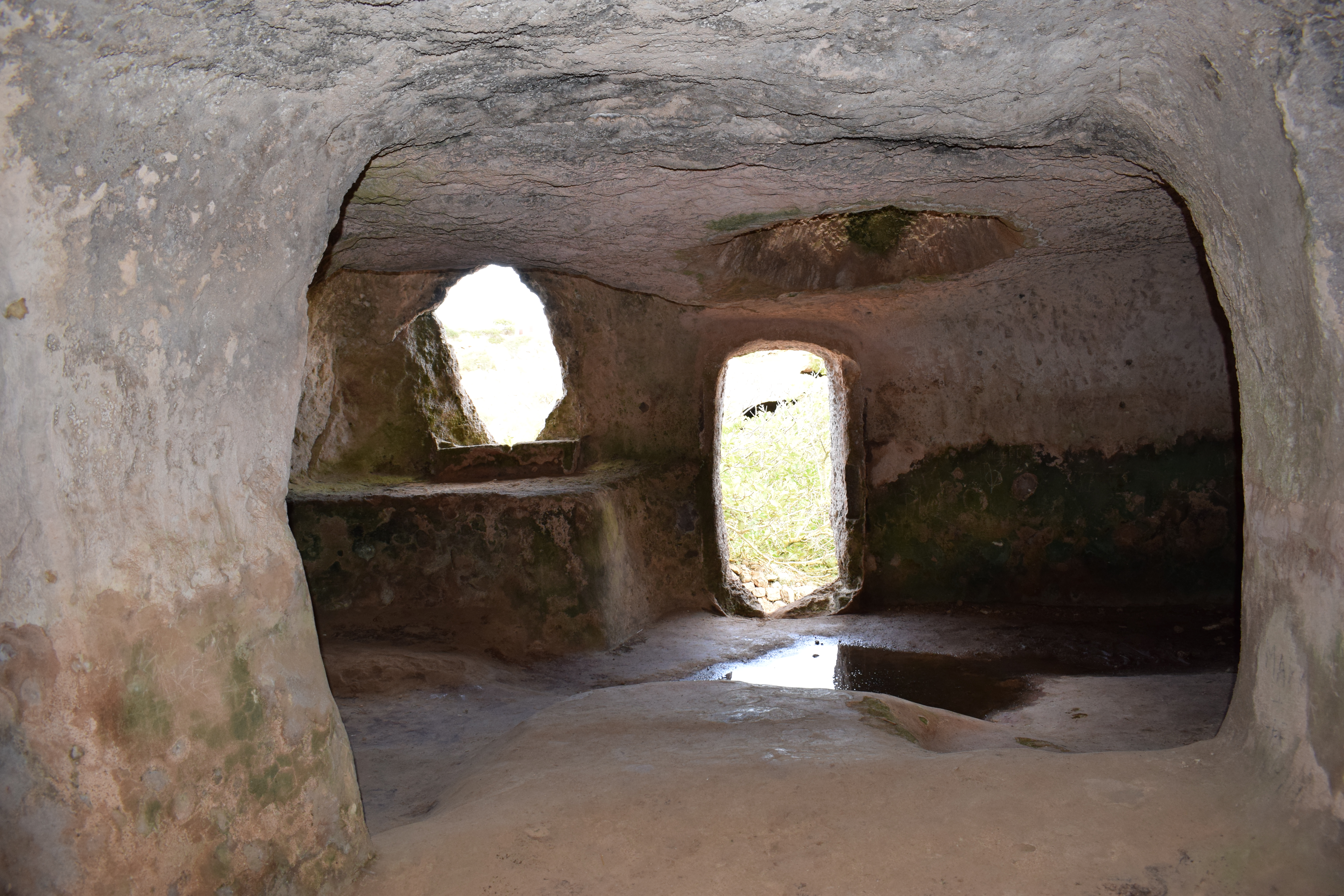
Vue intérieure.
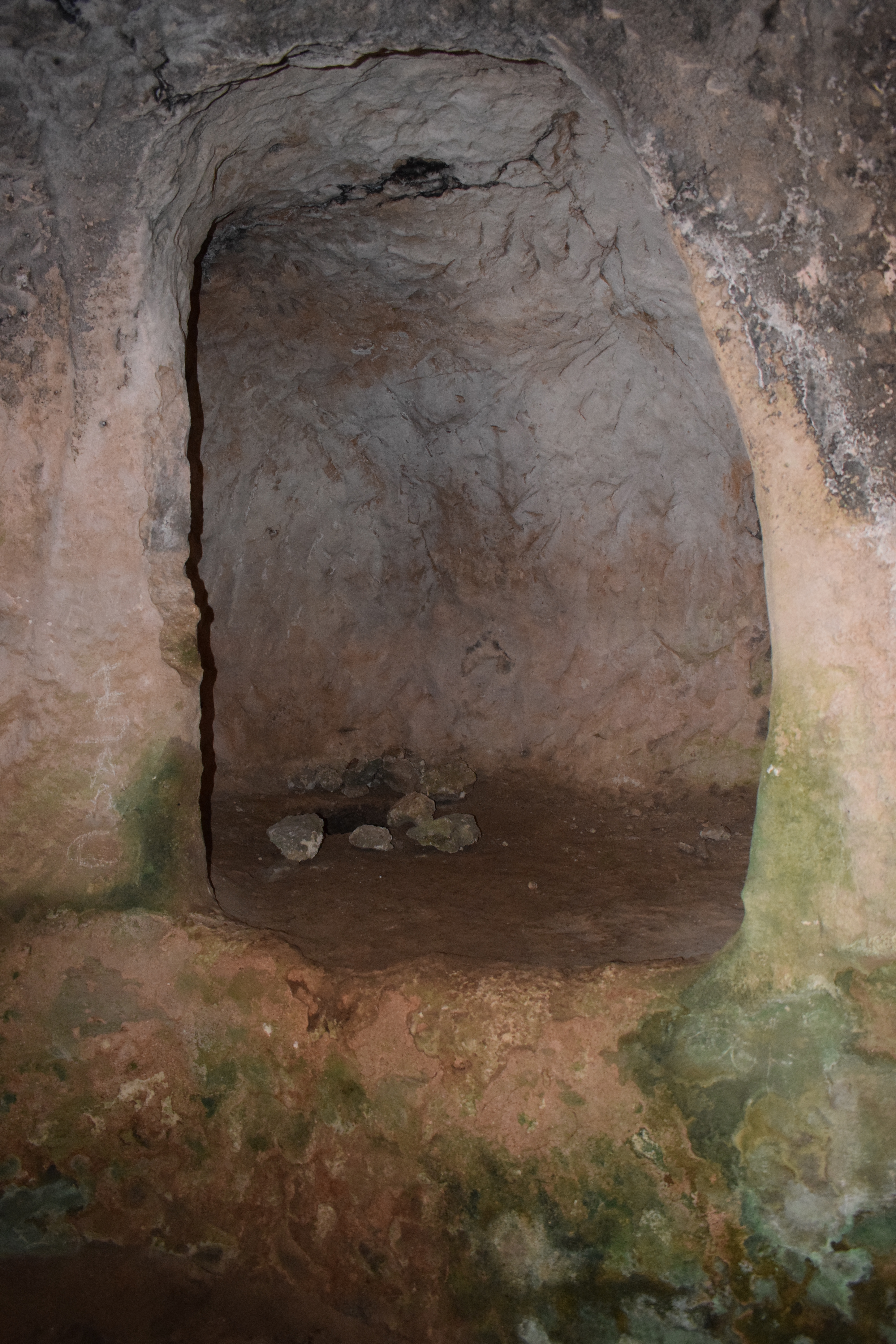
Niche à fond plat.
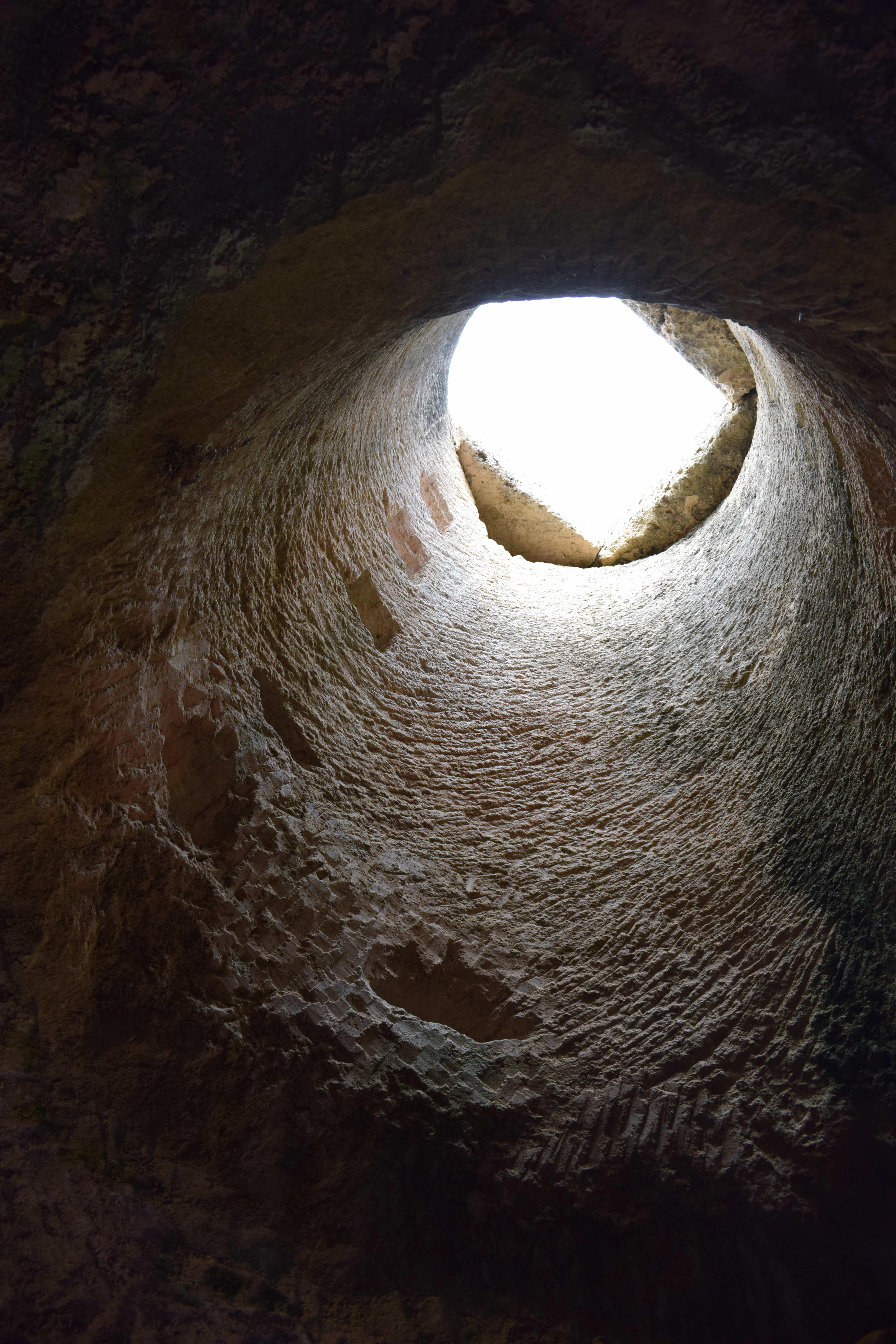
Plafond percé.

La grotte n°5 est de forme assez circulaire mais elle comporte à son extrémité intérieure une abside. Elle mesure 10,20 m de long sur 9,80 m de large et 2,20 m de hauteur. Le sol de la grotte est situé en dessous du niveau du sol extérieur. L'accès est de forme rectangulaire. La grotte est partitionnée par deux piliers. Sur le côté gauche, elle comprend une niche à fond plat avec un renfoncement circulaire. La grotte a été réutilisée postérieurement en tant que citerne et à cette occasion, l'accès extérieur a été obstrué, les murs et le sol imperméabilisés et un puits a été percé dans le plafond. A droite de l'entrée, on peut voir un abreuvoir creusé dans le mur qui était alimenté avec l'eau de la citerne.

Grottes n°7 à 9
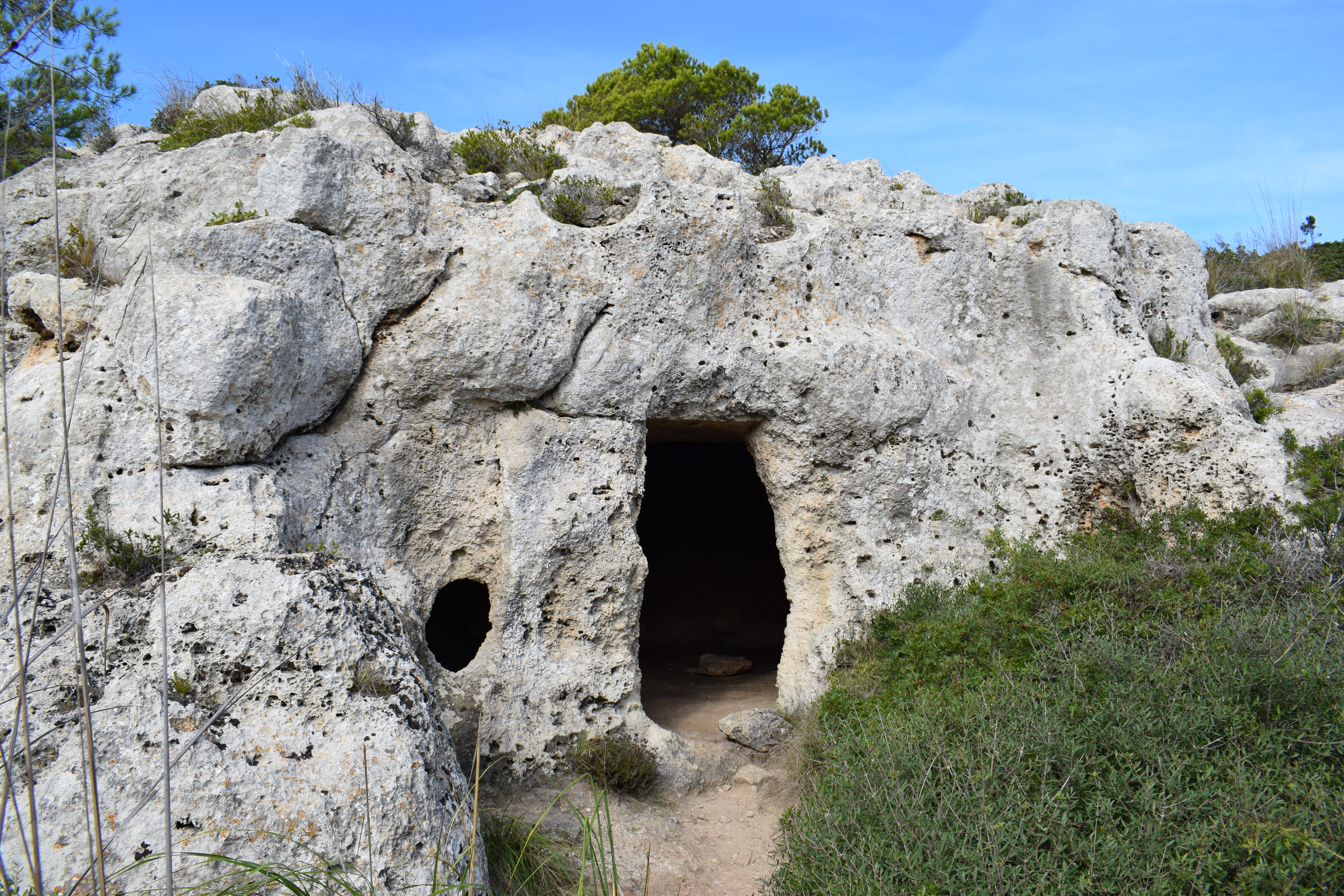
Façade de la grotte n°7.
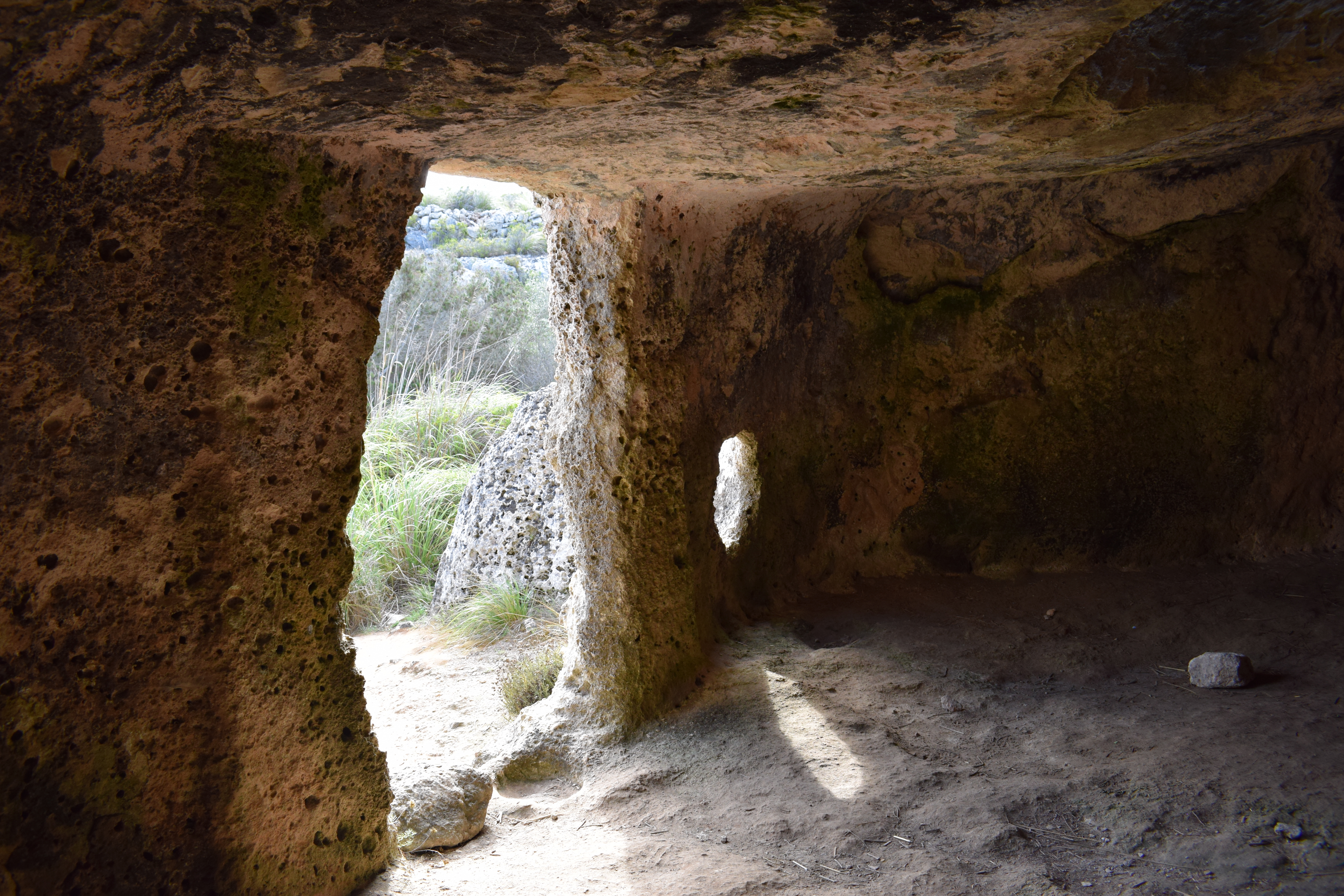
Entrée de la grotte n°7.
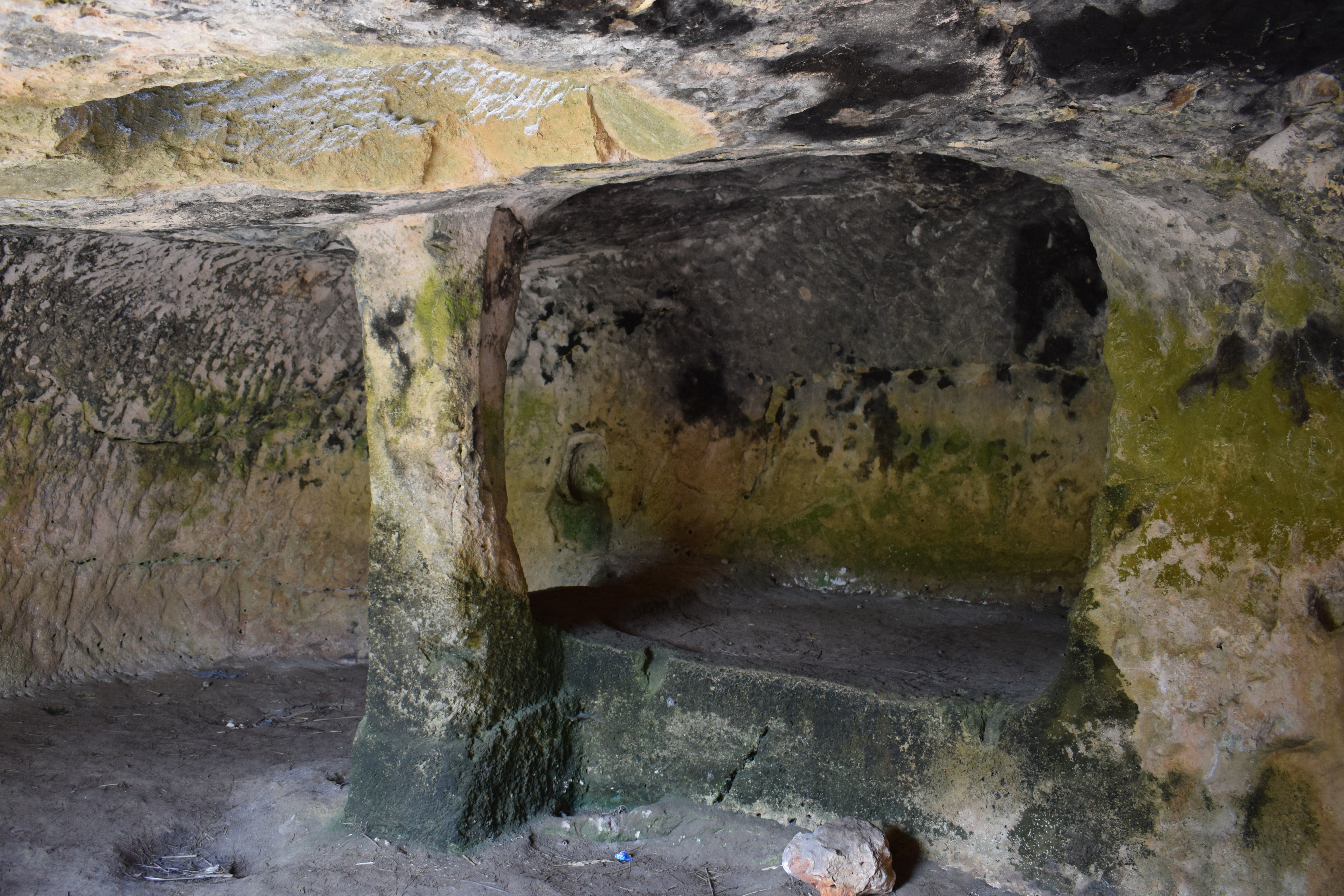
Pilier et autel (grotte n°7).
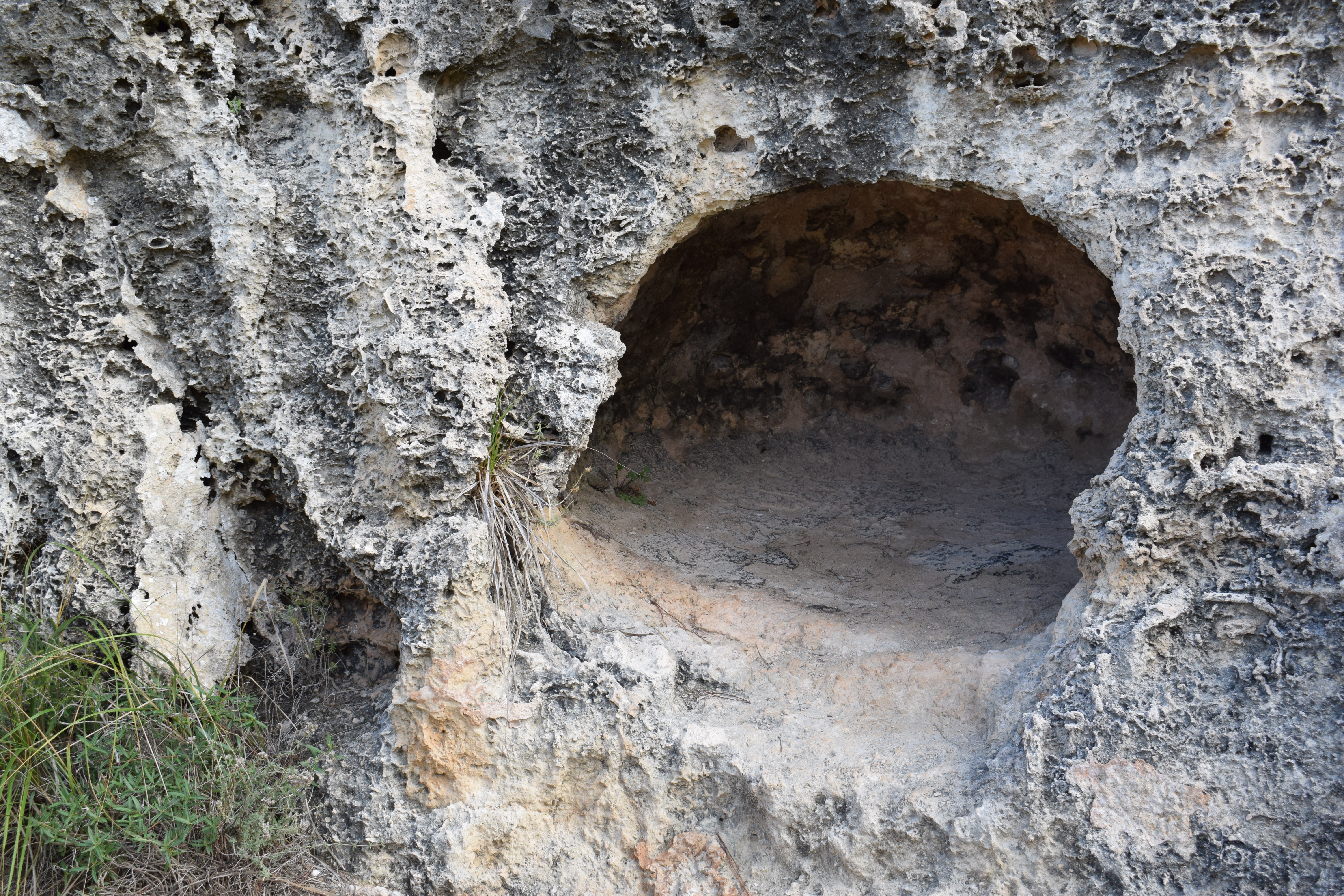
Entrée de la grotte n°8.
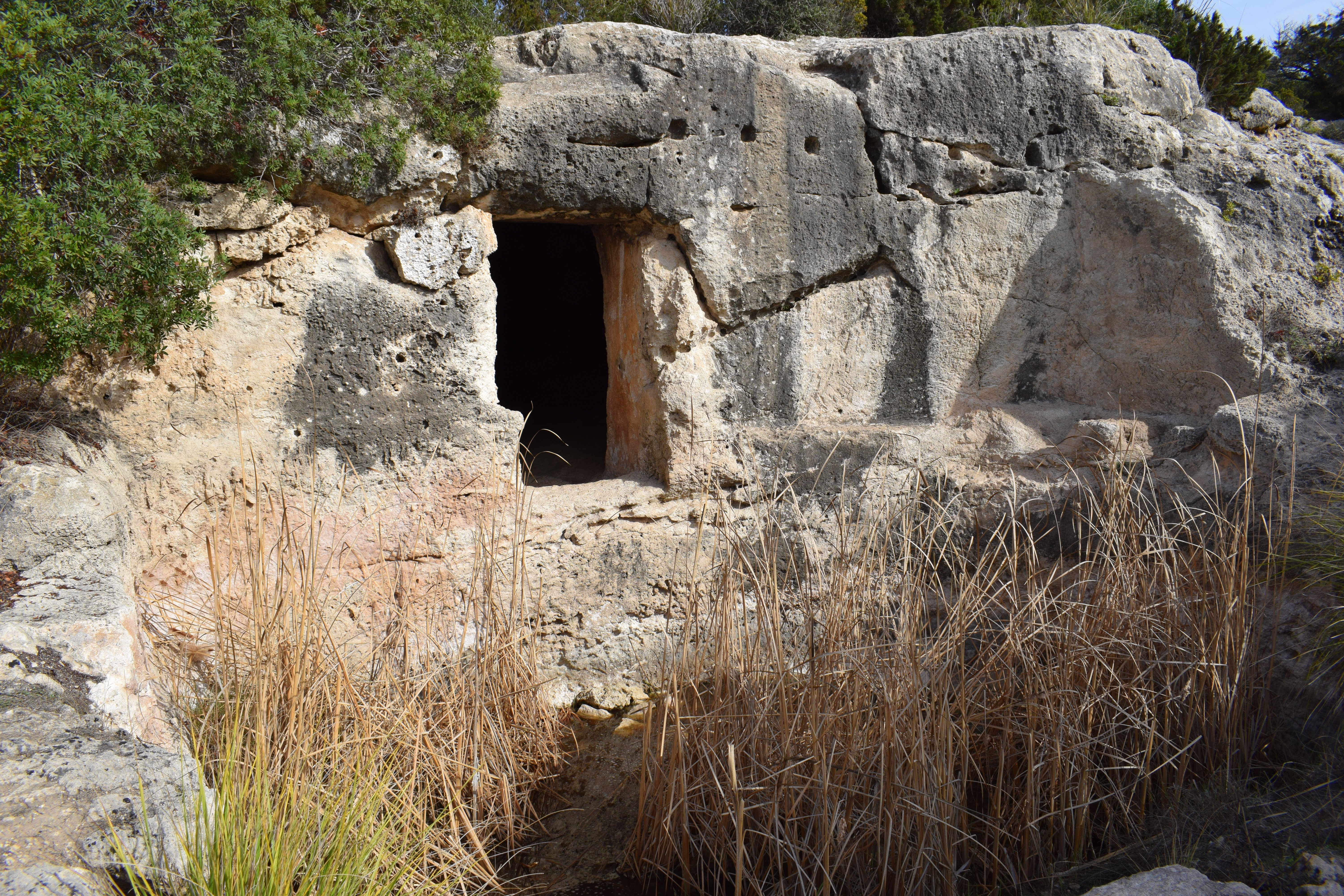
Façade de la grotte n°9.

La grotte n°7 comporte un parvis en forme de rectangle aux angles arrondis. La façade est légèrement concave avec une ouverture de porte de forme rectangulaire. La grotte mesure 7 m de long, sur 6,20 m de large et 2,10 m de haut. C'est une grotte de forme circulaire. Elle comporte une unique colonne et un espace surélevé, peut-être un autel. A gauche, la paroi présente un creux circulaire. Le plafond est percé comme dans la grotte 5, mais aucune trace d'utilisation comme citerne n'est visible.
La grotte n°8 est une petite grotte ronde (1,25 m sur 1,20 m) d'une hauteur de 1,80 m avec un plafond voûté. Une grotte jumelle, en très mauvais état, est visible à proximité.
La grotte n°9 est datée de la période post-talayotique, et a probablement été utilisée jusqu'au IIe siècle. On suppose que l'avant-cour, qui forme aujourd'hui un étang saisonnier, était le théâtre de cérémonies cultuelles. Une fouille en 1995 a permis d'y recueillir quelques os humains très fragmentés et des tessons de céramiques locale et étrangère, ainsi que deux perles de verre et des outils en fer datés des périodes post-talayotique et romaine. On pénètre dans la grotte par une ouverture de forme rectangulaire située au centre d'une façade plane. Côté intérieur, la porte est encadrée de pilastres. La grotte mesure 8,85 m de long sur 8,35 m de large et 2,15 m de hauteur. Le plan de la grotte est à peu près circulaire. Au centre, une colonne de section rectangulaire, taillée dans la roche, est surmontée d'un chapiteau en forme de pyramide tronquée inversée. Au fond de la grotte, on peut voir une cavité dans le sol. La série de trous visible sur la façade en partie haute correspond aux emplacements des poutres d'un auvent qui avait été installé au XXe siècle, lorsque la grotte été utilisée comme résidence d'été.

Grottes n°10 à 12
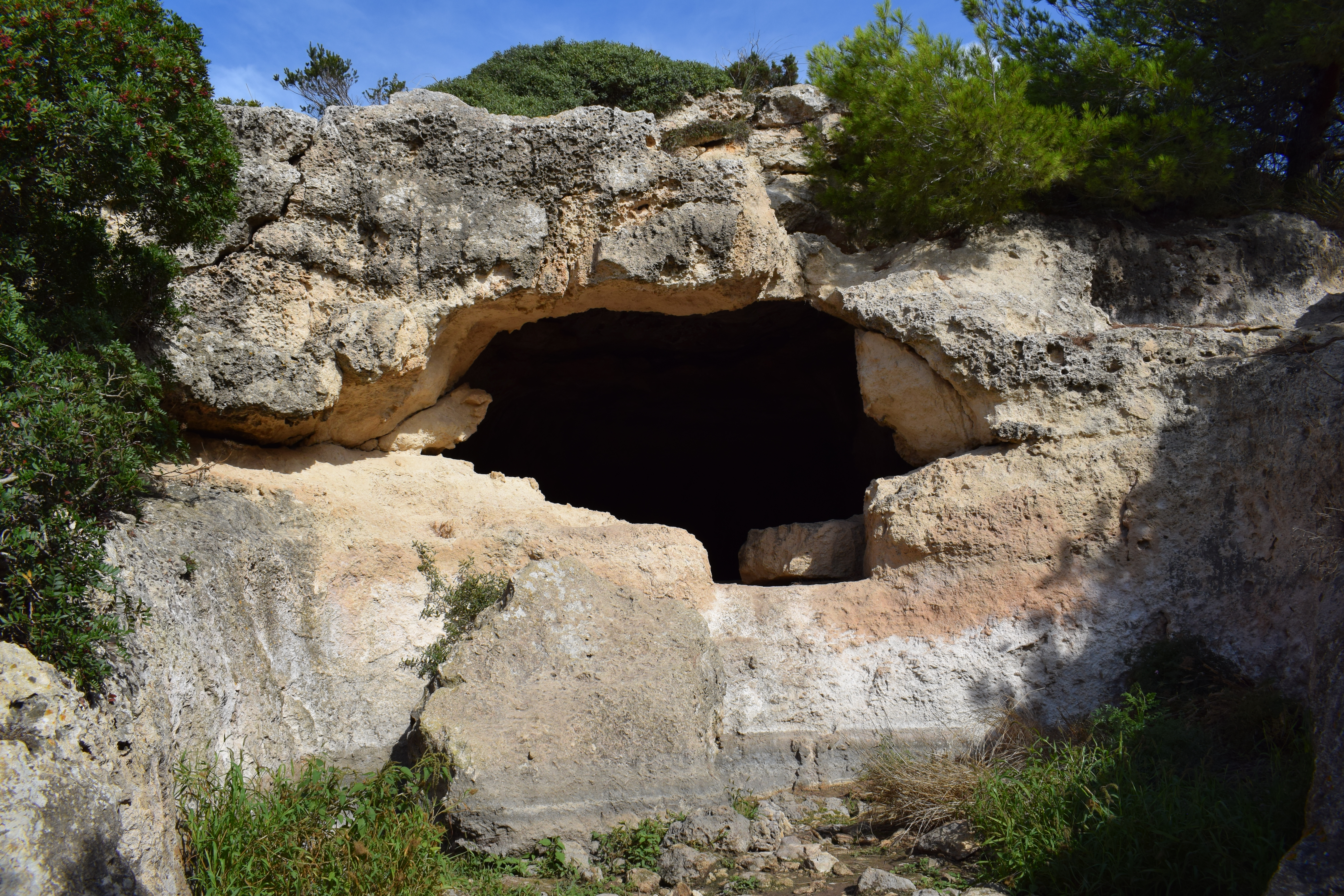
Façade de la grotte n°10.
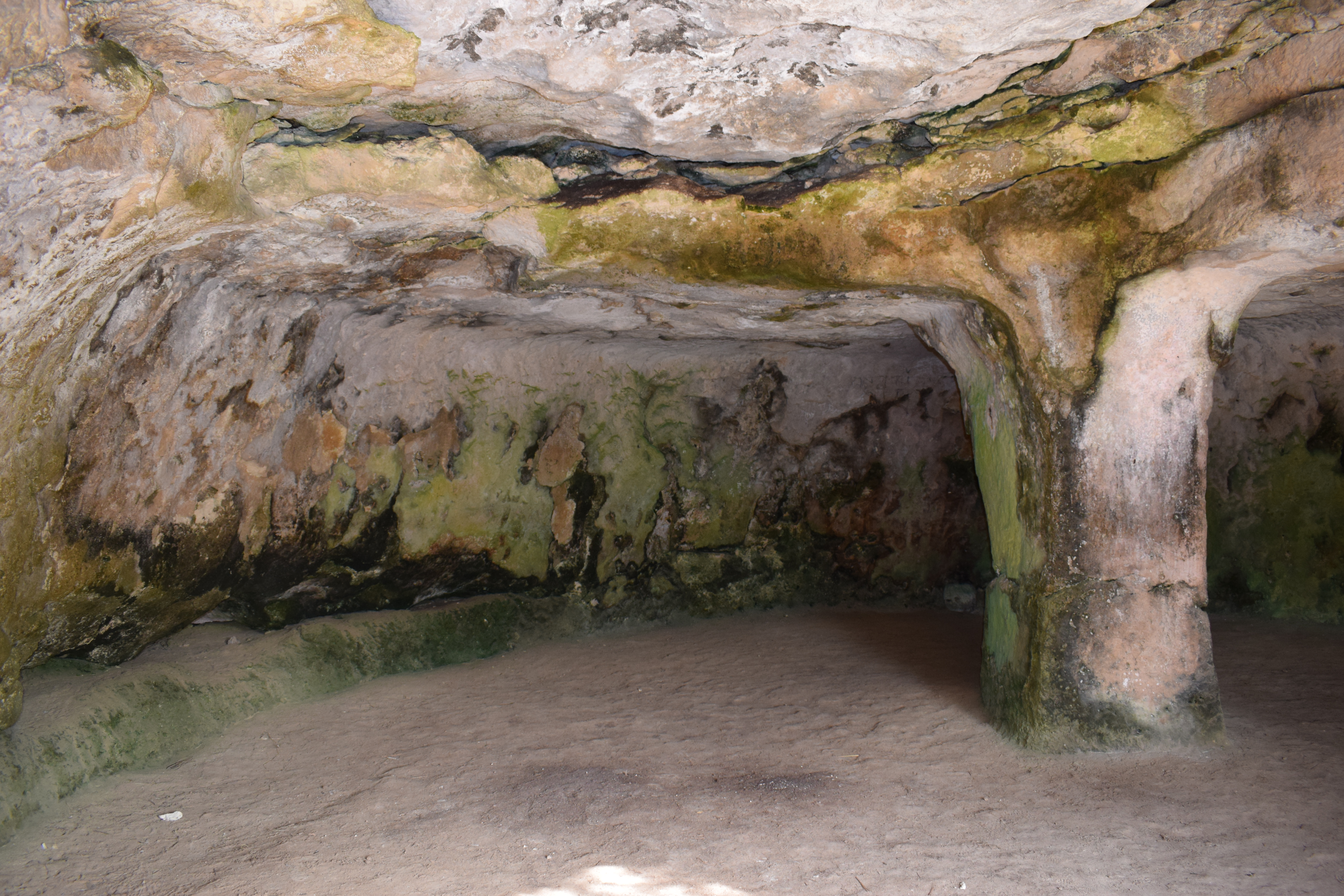
Intérieur de la grotte n°10.
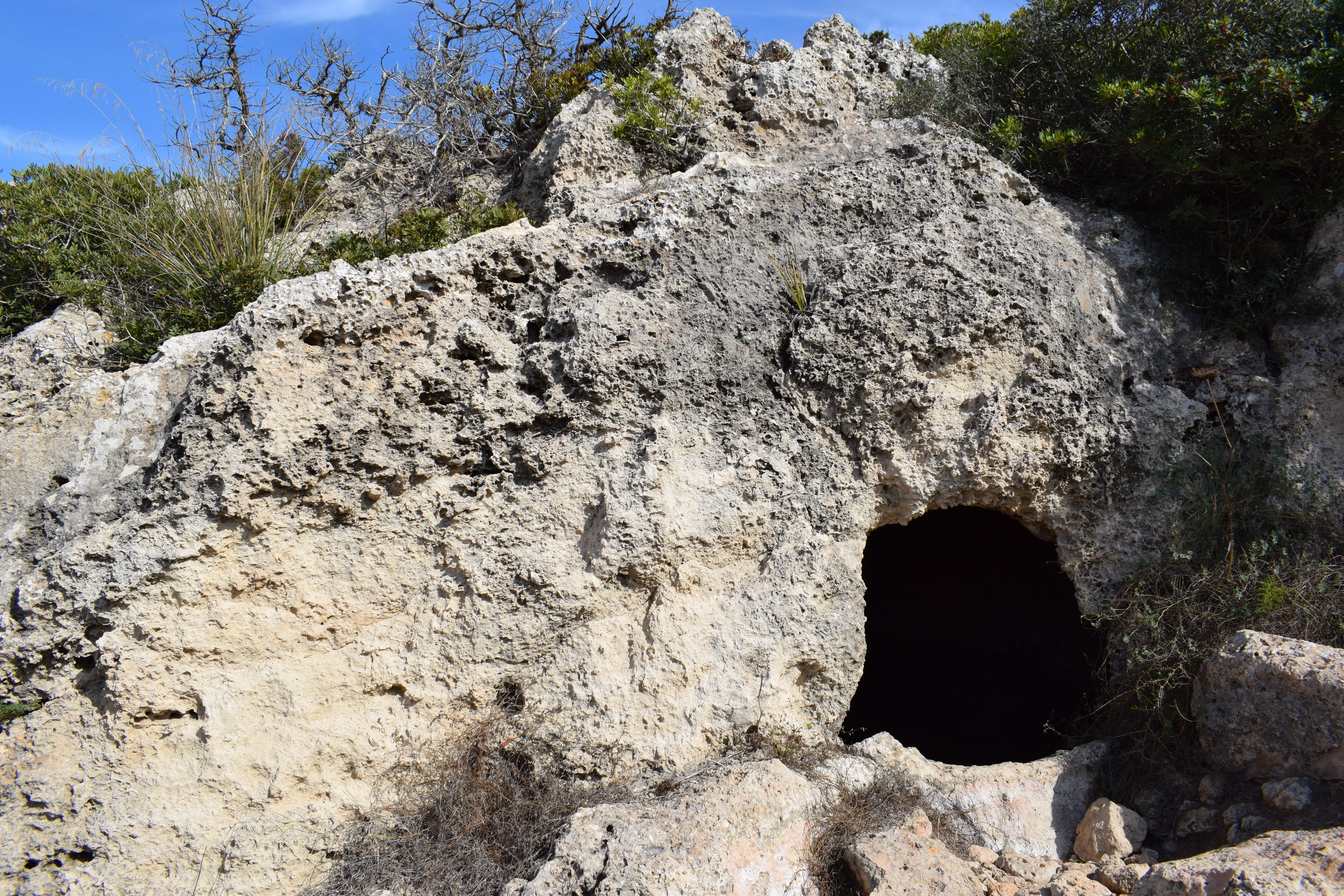
Entrée de la grotte n°11.
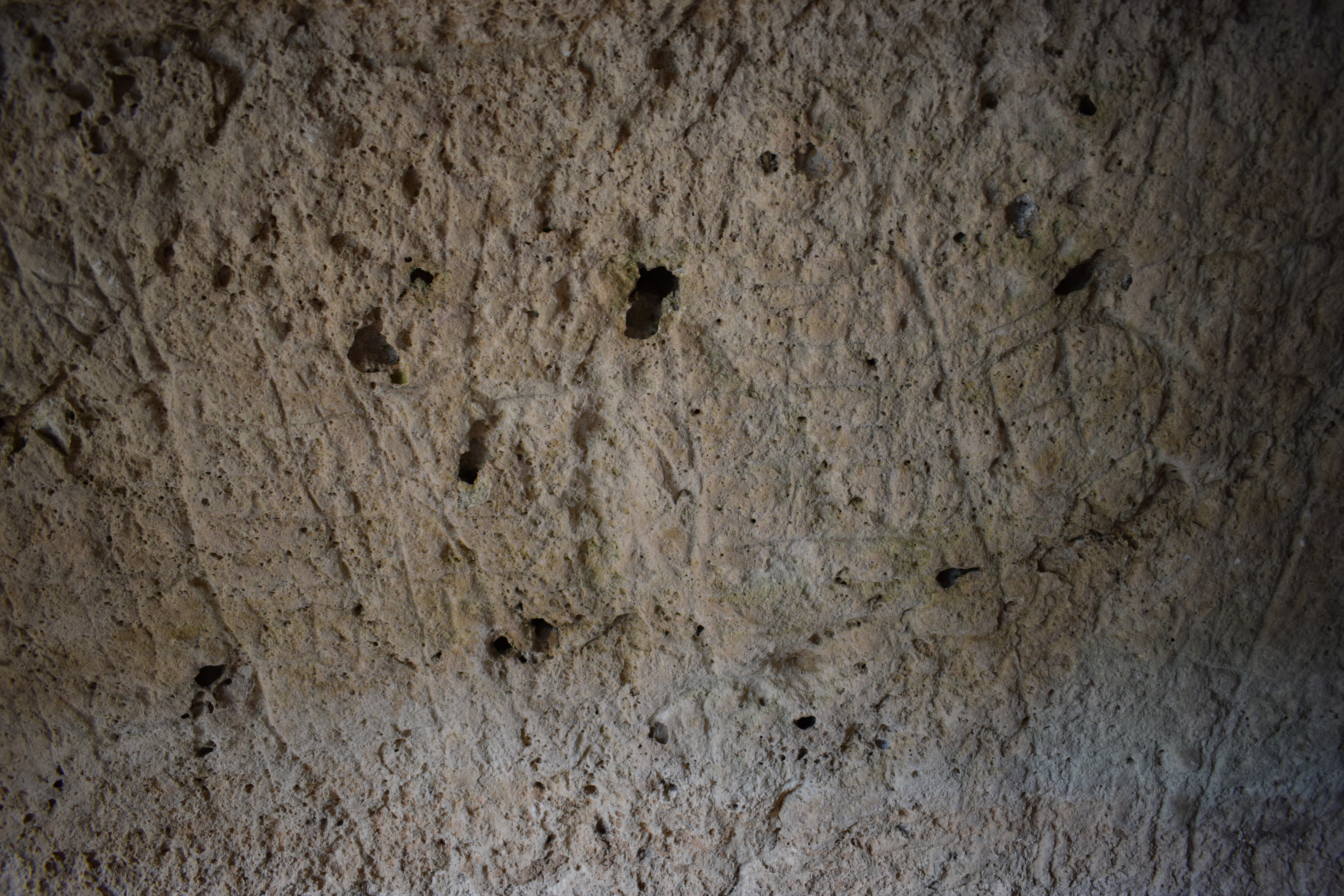
Gravures (grotte n°11).
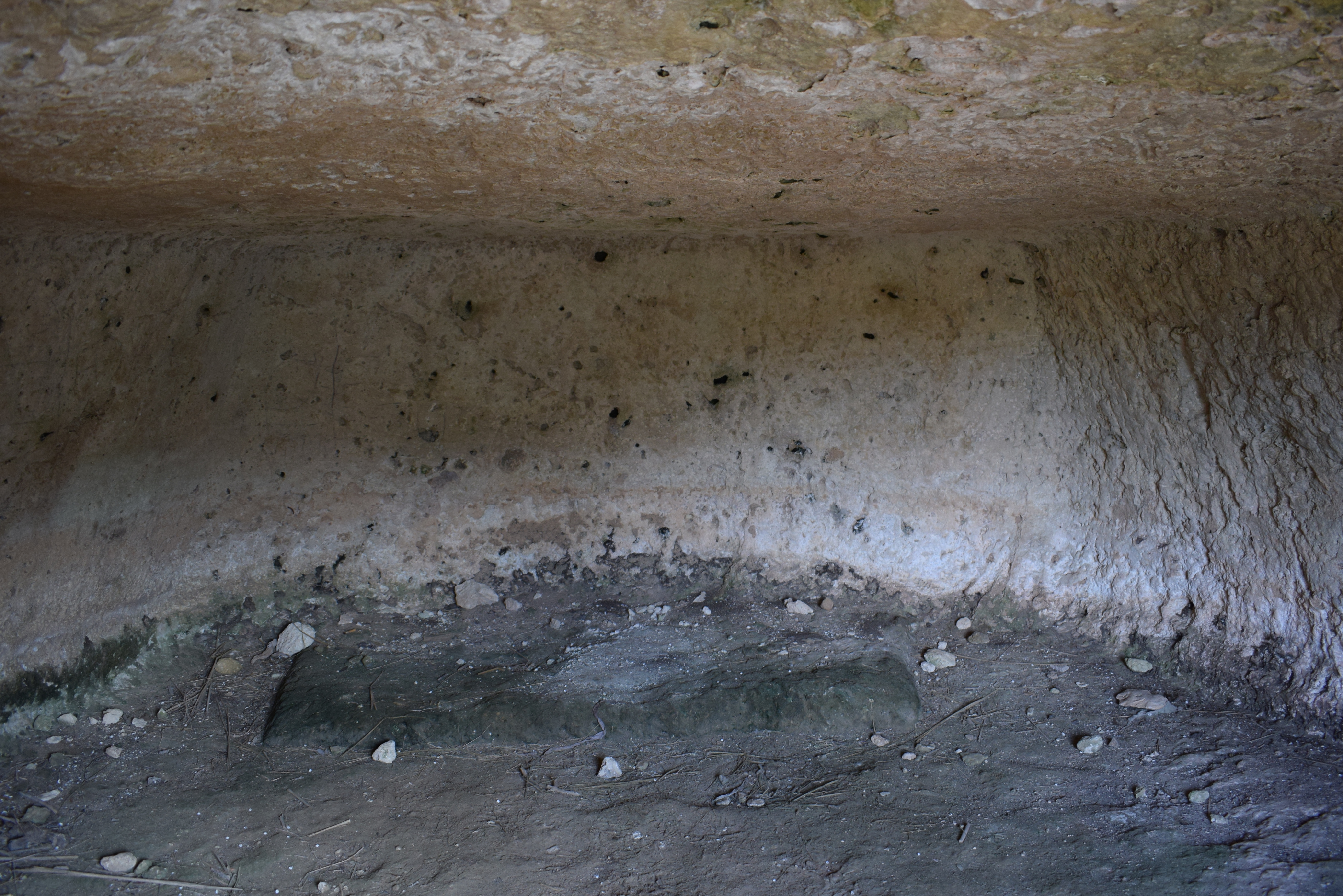
« Autel-banc » (grotte n°11).
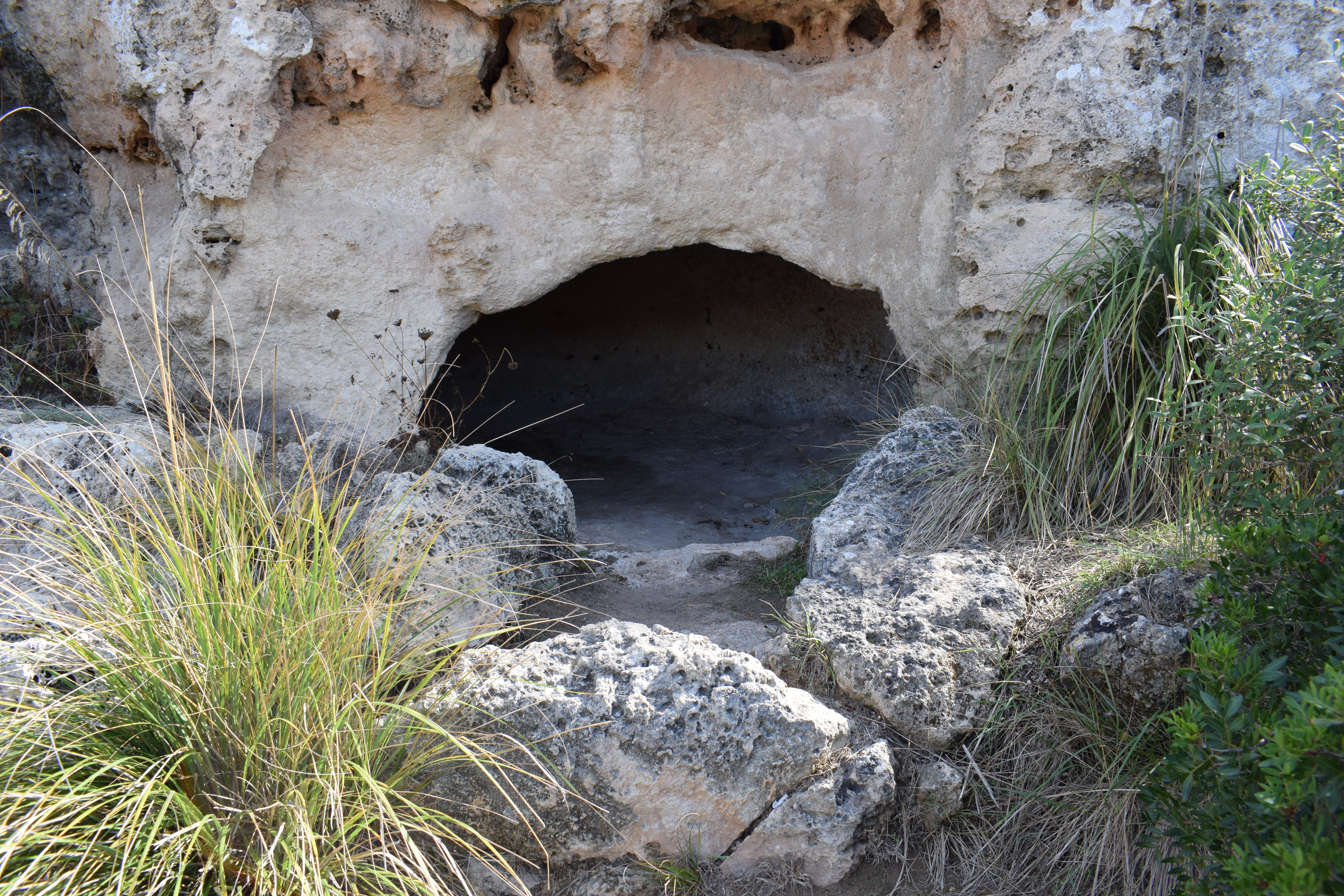
Entrée de la grotte n°12.

Bien que la façade de la grotte n°10 se soit effondrée, on peut voir que l'entrée de la grotte était rectangulaire. La grotte est de forme circulaire. Elle mesure 9 m de long sur 8,35 m de large et 2,15 m de haut. Elle renferme une colonne décentrée à section carrée. La grotte a été creusée durant la période post-talayotique et utilisée jusqu'au Ier siècle. Des fouilles dans le vestibule ont permis d'y recueillir des fragments d'os humains, des tessons de céramique, des outils en fer et onze clous en bronze datant de l'époque romaine.
La forme de la grotte n°11 rappelle celle d'un hypogée avec son couloir d'accès. Le couloir mesure 1,15 m de long sur 0,65 m de large et la chambre 4 m de long sur 3 m de large. Elle est de forme ovale avec des parois incurvées et son plafond est plat. Elle comporte un aménagement intérieur, du type « autel-banc », dépassant à peine du niveau du sol. Des gravures, qui n'ont pu être datées, sont visibles sur le mur droit. La grotte n°12 est du même type que la grotte n°11 avec un plan en forme d'ovale irrégulier et un plafond en forme de dôme. On y accède par un escalier débouchant sur un couloir de 1,50 m de long sur 1 m de large. La chambre mesure 3,50 m de long sur 2,85 m de large. Les grottes n°11 et 12 sont les plus anciennes grottes de la nécropole, elles sont datées de 1600 av. J.-C..

Grotte n°13
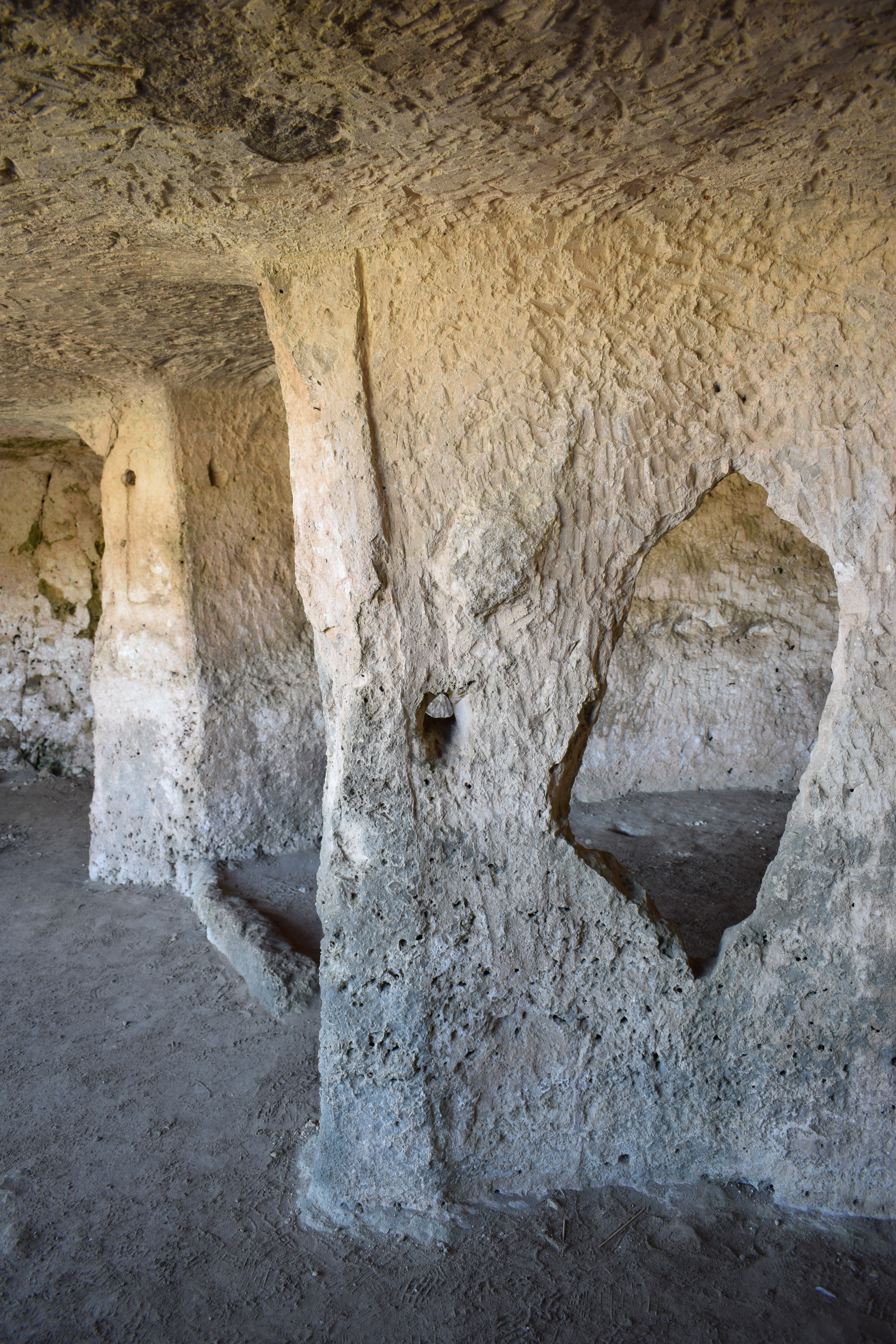
Pilastres séparateurs.
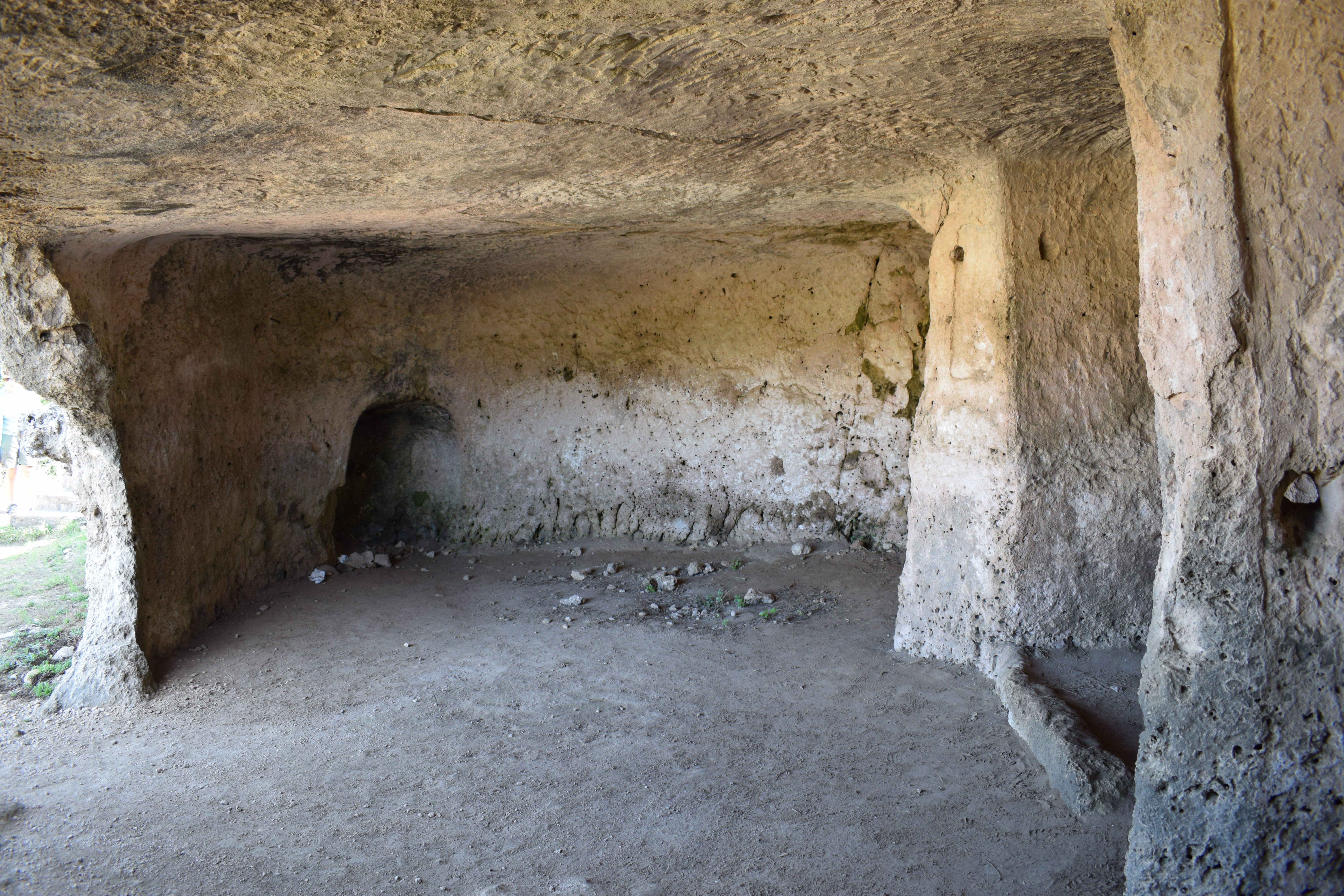
Chambre annexe gauche avec niche au fond.
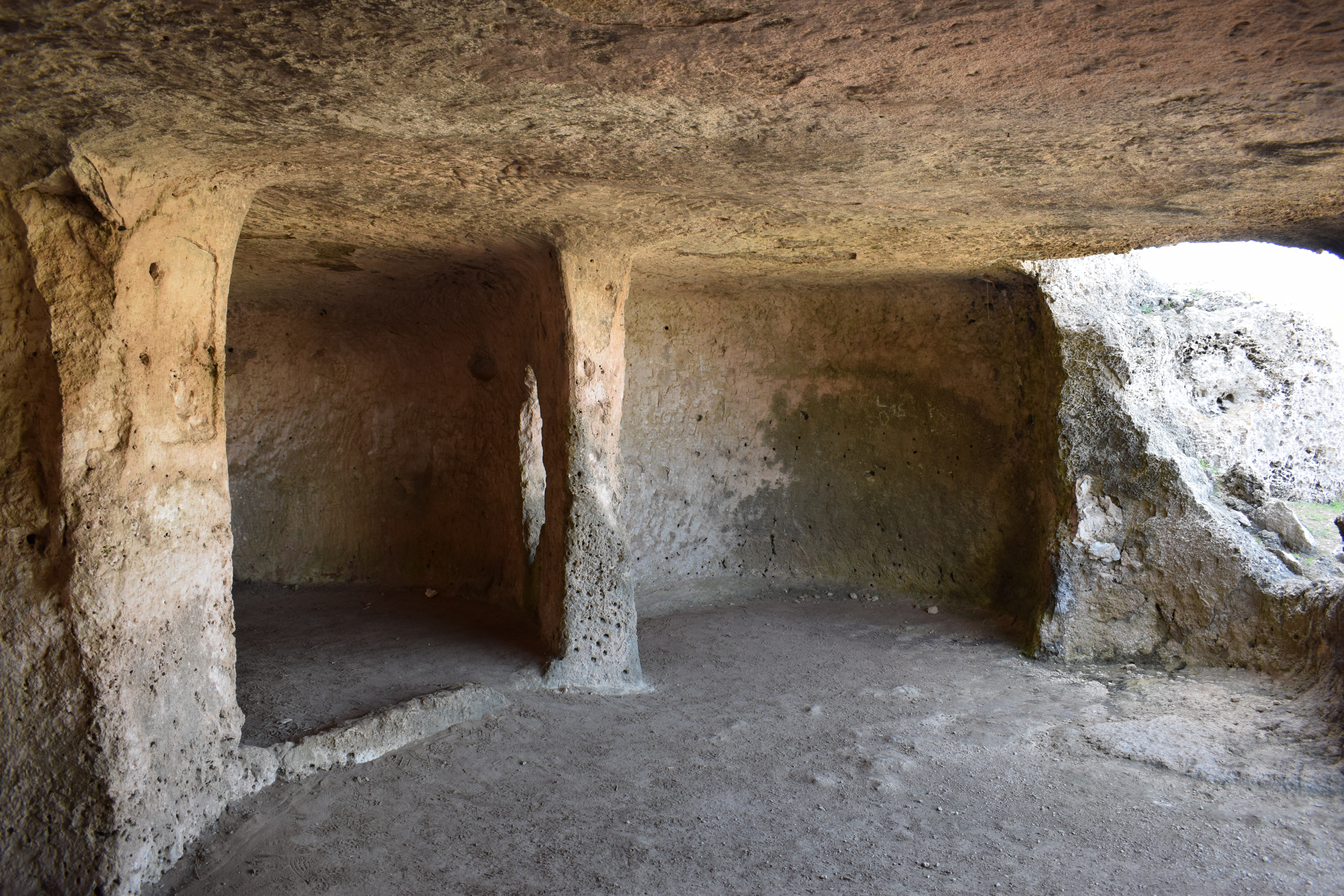
Chambres annexes centrale et droite.

La grotte n°13 est partiellement endommagée. Elle comporte trois chambres latérales séparées par deux pilastres de section carrée. Elle a été réaménagée comme en témoignent les traces d'outils sur les parois. Elle mesure 8,70 m de long sur 7,30 m de large et 2,45 m de hauteur.
La façade de la grotte n°14 est en partie détruite, de sorte que la forme originelle de l'entrée n'est pas connue. On peut voir trois capades de moro à droite de l'entrée. Elle possède un vestibule en forme de rectangle aux angles arrondis, l'intérieur de la grotte étant lui aussi de forme rectangulaire. Deux colonnes séparent trois chambres secondaires dont les sols présentent des niveaux de hauteur différents. Avec une longueur de 13,50 m, une largeur de10,15 m et une hauteur de 2,55 m, il s'agit de la plus grande grotte de la nécropole.
La grotte n°15 possède un petit parvis et une entrée rectangulaire. La chambre est de forme irrégulière.

Grottes n°14 et n°15
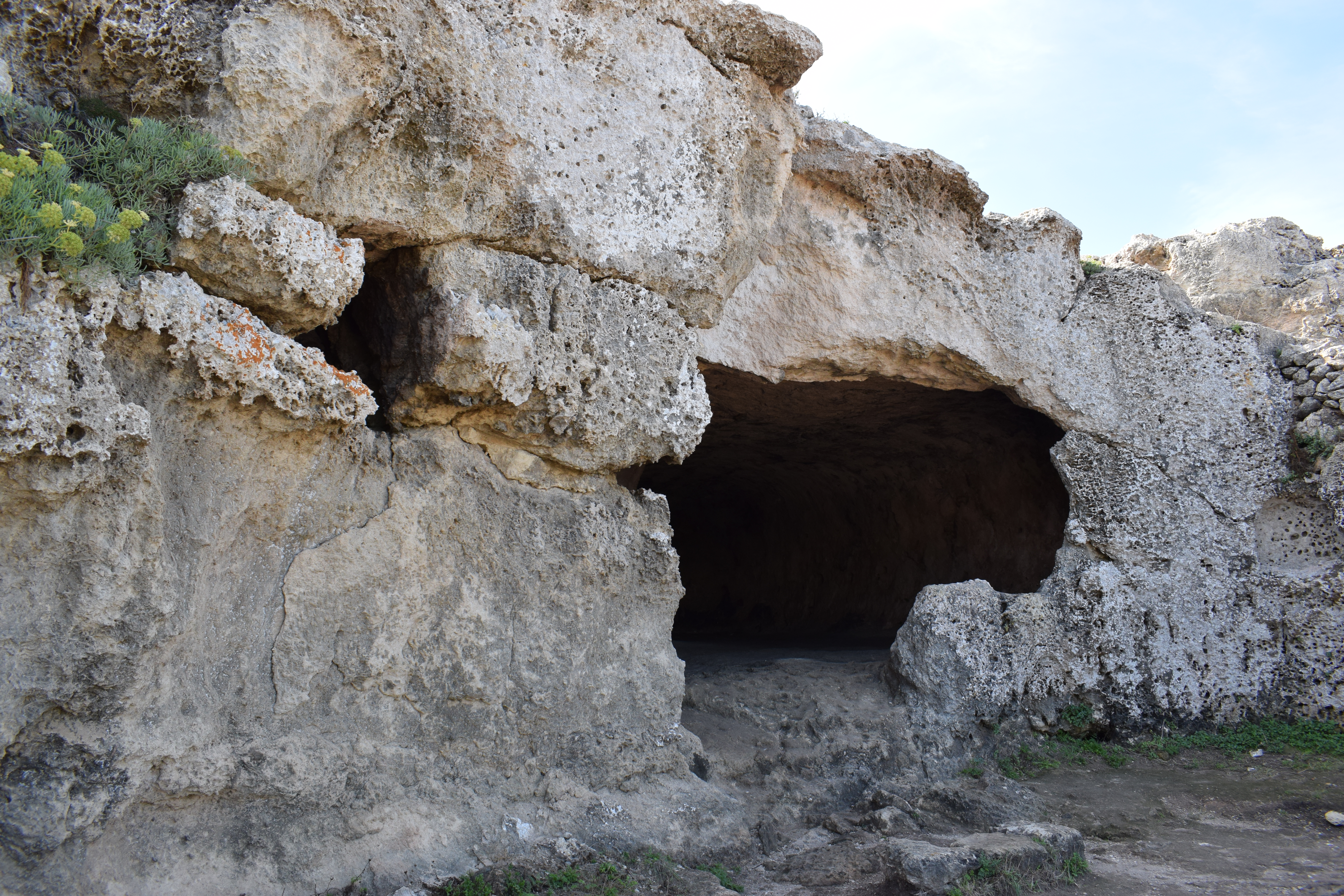
Façade de la grotte n°14.
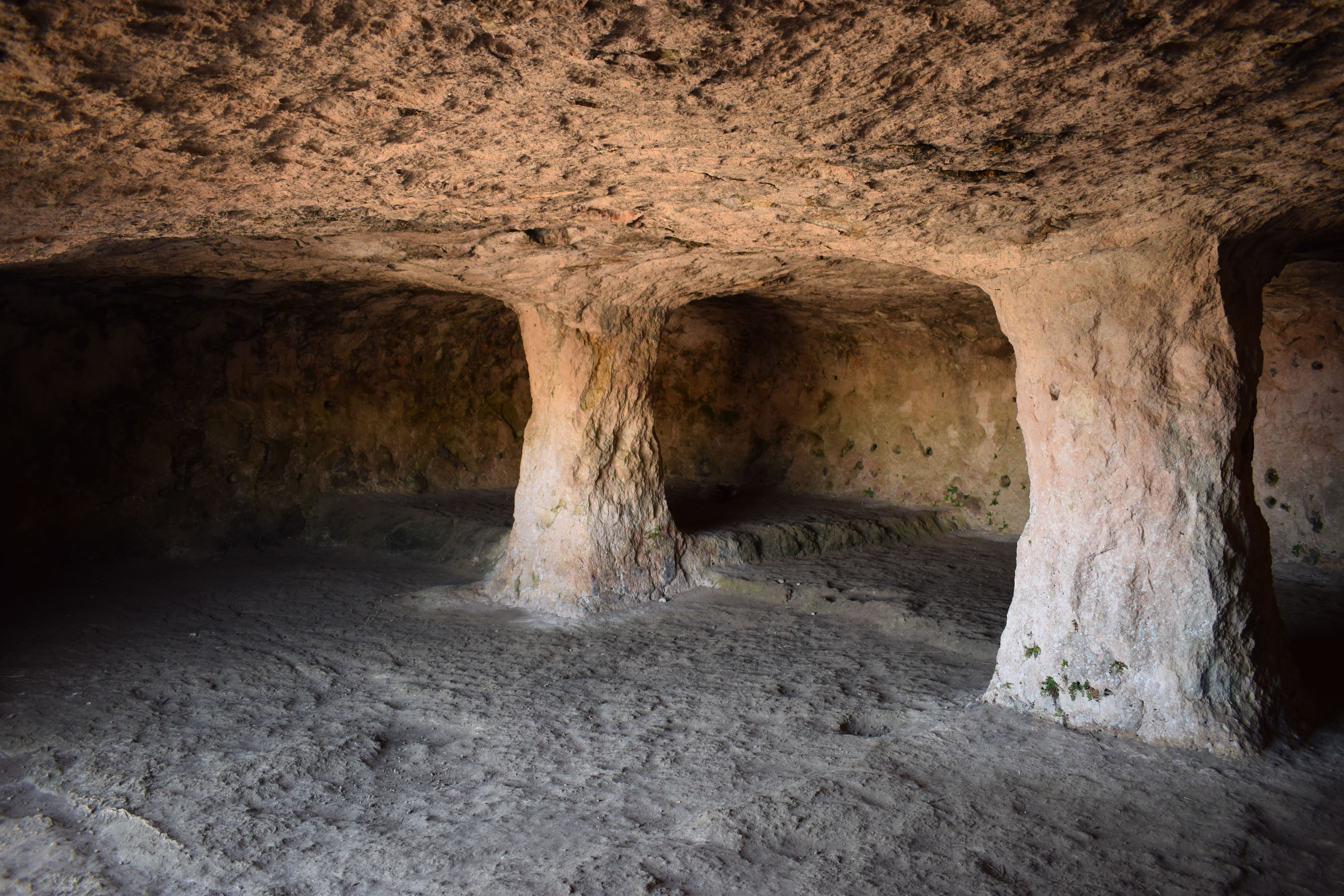
Piliers (grotte n°14).
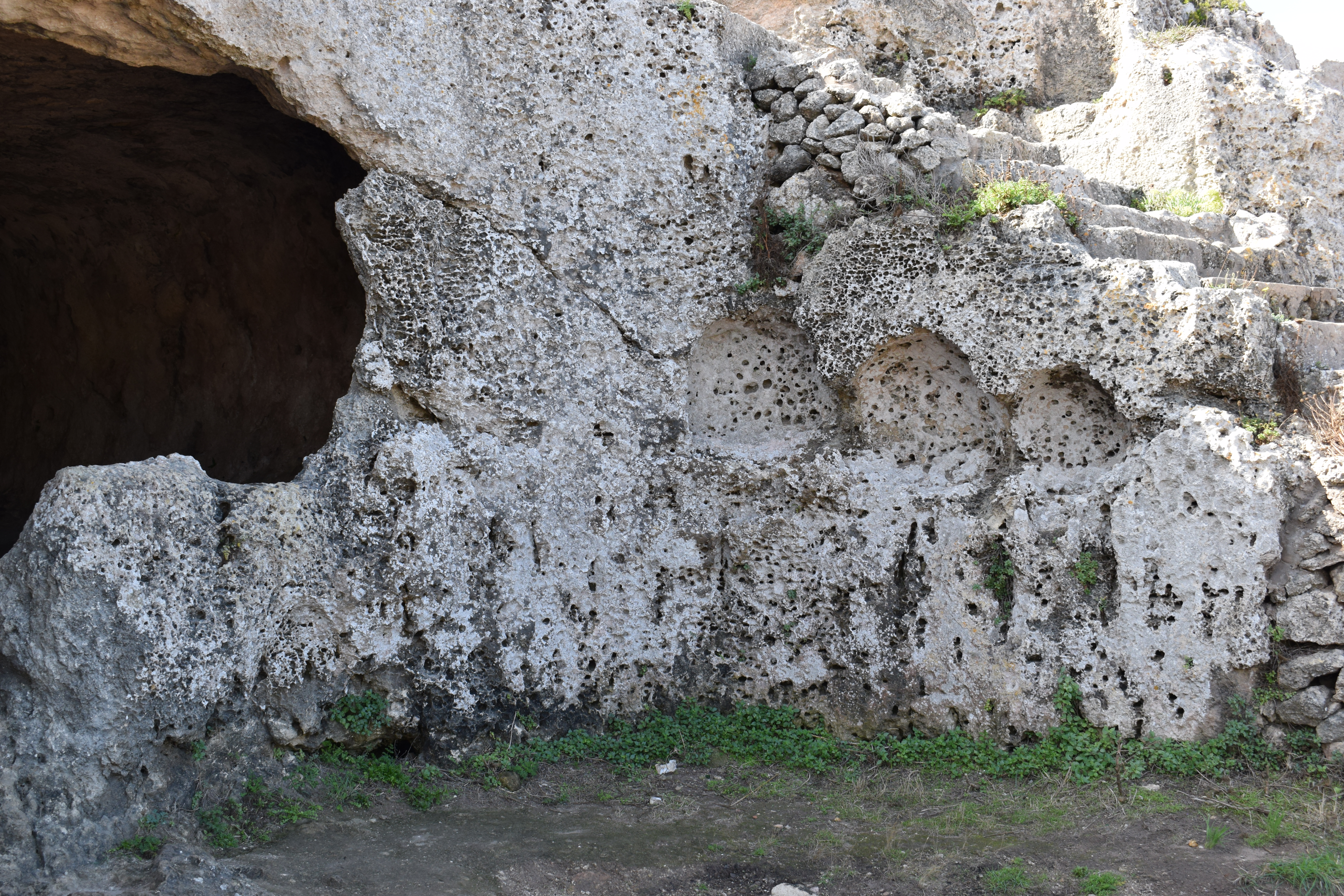
Capades de moro (grotte n°14).
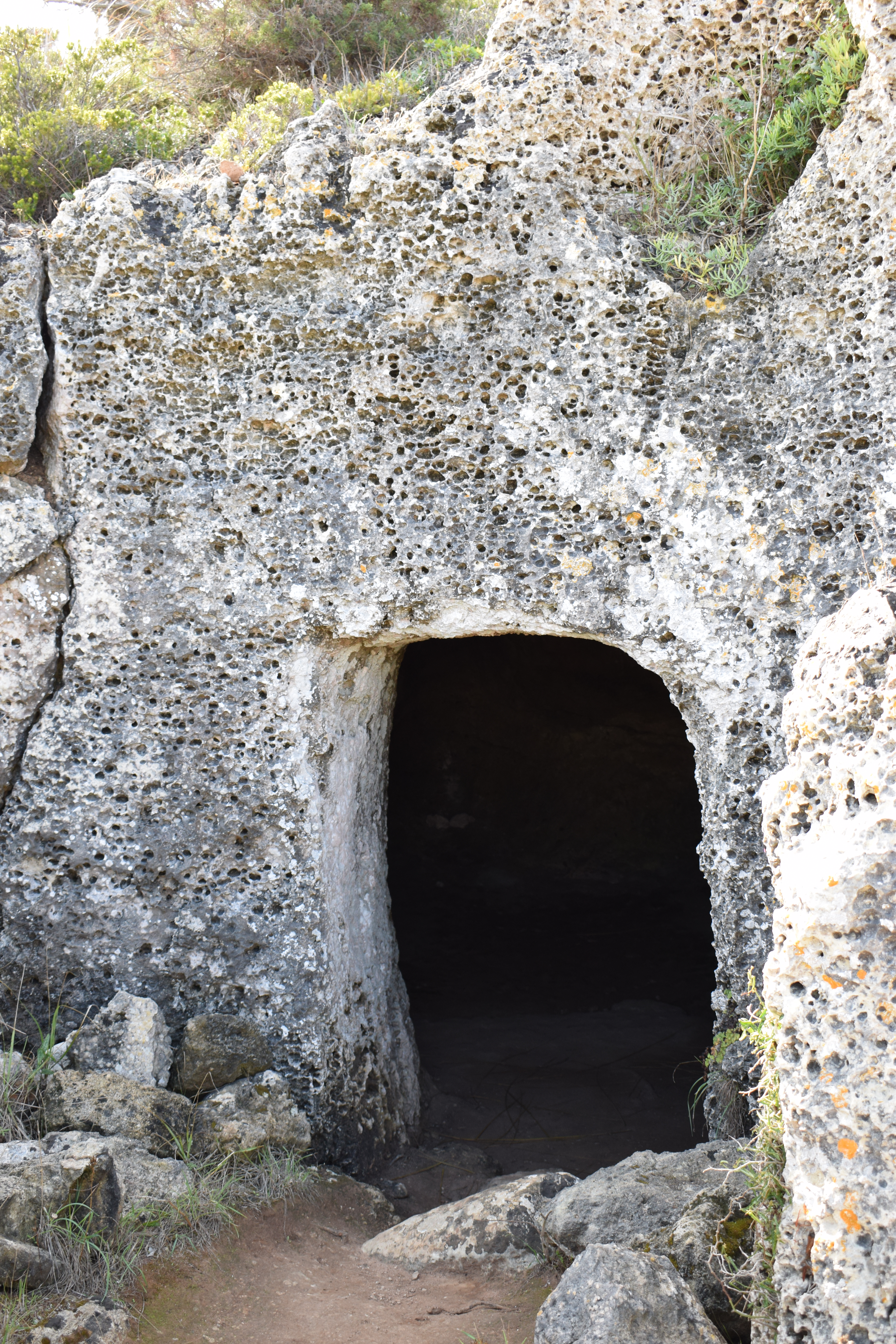
Façade de la grotte n°15.